# Eishockey-Weltmeisterschaft der Herren 2023
Die Eishockey-Weltmeisterschaft der Herren 2023 war die 86. Austragung des von der Internationalen Eishockey-Föderation IIHF veranstalteten Wettbewerbs. Das Turnier der Top-Division fand vom 12. bis 28. Mai 2023 im finnischen Tampere und im lettischen Riga statt. Neben dem Turnier der Top-Division wurden Turniere der Divisionen I bis IV ausgetragen. Die zwei Turniere der Division I fanden in Großbritannien bzw. Estland statt. Insgesamt waren 55 Mannschaften für die acht Turniere gemeldet.
Ursprünglich war das Turnier der Top-Division im russischen Sankt Petersburg geplant, wo eine neu gebaute Arena mit 22.500 Zuschauern Hauptaustragungsort sein sollte. Das Turnier wurde beim jährlichen Kongress der IIHF während der Weltmeisterschaft 2019 in der Slowakei vergeben. Im Vorfeld hatten sich der russische, der schwedische und der tschechische Verband auf die Aufteilung der WM-Turniere 2023 bis 2025 geeinigt. Angesichts des russischen Überfalls auf die Ukraine 2022 und des anschließenden Ausschlusses der russischen Nationalmannschaft entzog der Weltverband Russland am 26. April 2022 das Turnier. Am 27. Mai vergab das IIHF Council die WM 2023 an Finnland und Lettland. Die einzige Gegenkandidatur von Ungarn und Slowenien wurde kurzfristig zurückgezogen.

## Teilnehmer, Austragungsorte und -zeiträume
Wegen des Ausschlusses Russlands und Belarus’ von der Weltmeisterschaft wurden die beiden Gruppen der Division I 2022 nur mit fünf Mannschaften ausgespielt. Die Gruppen der Divisionen I und II sowie erstmals auch beide Gruppen der Division III wurden auf ihre Sollstärke von sechs Teilnehmern aufgefüllt. Damit verblieben die Absteiger dieser Divisionen in ihren Gruppen, ab der Division II stiegen auch die Zweitplatzierten auf, aus der Division IIIB sogar vier Mannschaften. Ebenso verblieben diejenigen Mannschaften in ihren Gruppen, die ihre Teilnahme an der WM 2022 aufgrund der COVID-19-Pandemie abgesagt hatten. Die Philippinen nahmen erstmals teil, nachdem sie im Vorjahr ihre Teilnahme absagen mussten. Die Mongolei nahm erstmals seit 2013 wieder an der Weltmeisterschaft teil. Erstmals war Indonesien dabei. Nordkorea, das im Vorjahr seine Mannschaft zurückgezogen hatte, meldete in diesem Jahr kein Team, weswegen die A-Gruppe der Division III nur mit fünf Mannschaften stattfand.
- Top-Division: 12. bis 28. Mai 2023 in Tampere, Finnland und Riga, Lettland
Teilnehmer:  Dänemark,  Deutschland,  Finnland (Gastgeber, Titelverteidiger),  Frankreich,  Kanada,  Kasachstan,  Lettland (Gastgeber),  Norwegen,  Österreich,  Schweden,  Schweiz,  Slowakei,  Slowenien (Aufsteiger),  Tschechien,  Ungarn (Aufsteiger),  USA
- Division I
  - Gruppe A: 29. April bis 5. Mai 2023 in Nottingham, England, Großbritannien
Teilnehmer:  Großbritannien (Absteiger),  Italien (Absteiger),  Litauen,  Polen (Aufsteiger),  Rumänien,  Südkorea,
  - Gruppe B: 24. bis 29. April 2023 in Tallinn, Estland
Teilnehmer:  Volksrepublik China (Aufsteiger),  Estland,  Japan,   Niederlande (Aufsteiger),  Serbien,  Ukraine

- Division II
  - Gruppe A: 16. bis 22. April 2023 in Madrid, Spanien
Teilnehmer:  Australien (erste Teilnahme seit 2021),  Georgien (Aufsteiger),  Island (Aufsteiger),  Israel,  Kroatien,  Spanien
  - Gruppe B: 17. bis 23. April 2023 in Istanbul, Türkei
Teilnehmer:  Belgien,  Bulgarien,  Mexiko,  Neuseeland (erste Teilnahme seit 2021),  Türkei (Aufsteiger),  Vereinigte Arabische Emirate (Aufsteiger)

- Division III
  - Gruppe A: 17. bis 23. April 2023 in Kapstadt, Südafrika
Teilnehmer:  Republik China (Taiwan),  Luxemburg,  Südafrika (Aufsteiger),  Thailand (Aufsteiger),  Turkmenistan
  - Gruppe B: 27. Februar bis 5. März 2023 in Sarajevo, Bosnien und Herzegowina
Teilnehmer:  Bosnien und Herzegowina,  Hongkong (erste Teilnahme seit 2021),   Iran (Aufsteiger),  Kirgisistan (Aufsteiger),   Malaysia (Aufsteiger),   Singapur (Aufsteiger)
- Division IV: 23. bis 26. März 2023 in Ulaanbaatar, Mongolei
Teilnehmer:  Indonesien (Neuling),  Kuwait,  Mongolei (erste Teilnahme seit 2013),  Philippinen (Neuling)

## Top-Division
Die 86. Eishockey-Weltmeisterschaft der Herren fand vom 12. bis 28. Mai 2023 in Tampere (Finnland) und Riga (Lettland) statt. Nachdem Russland ursprünglich als Gastgeber vorgesehen war, wurde das Turnier nach dem russischen Überfall auf die Ukraine neu an die beiden Ostseeanrainer vergeben.

„Spiky 2.0“, das Maskottchen der Weltmeisterschaft 2023

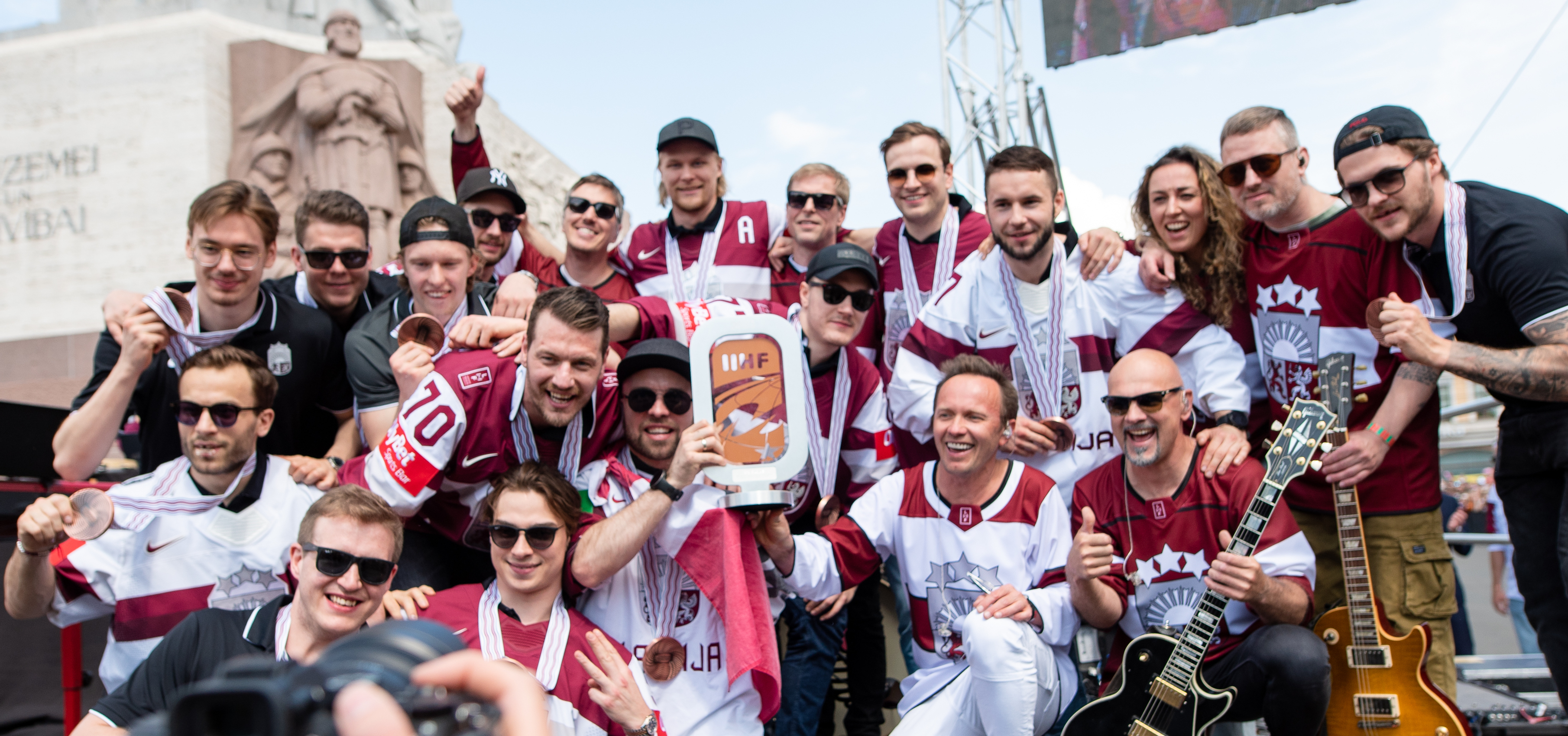
Spieler der lettischen Nationalmannschaft feiern den Gewinn der Bronzemedaille

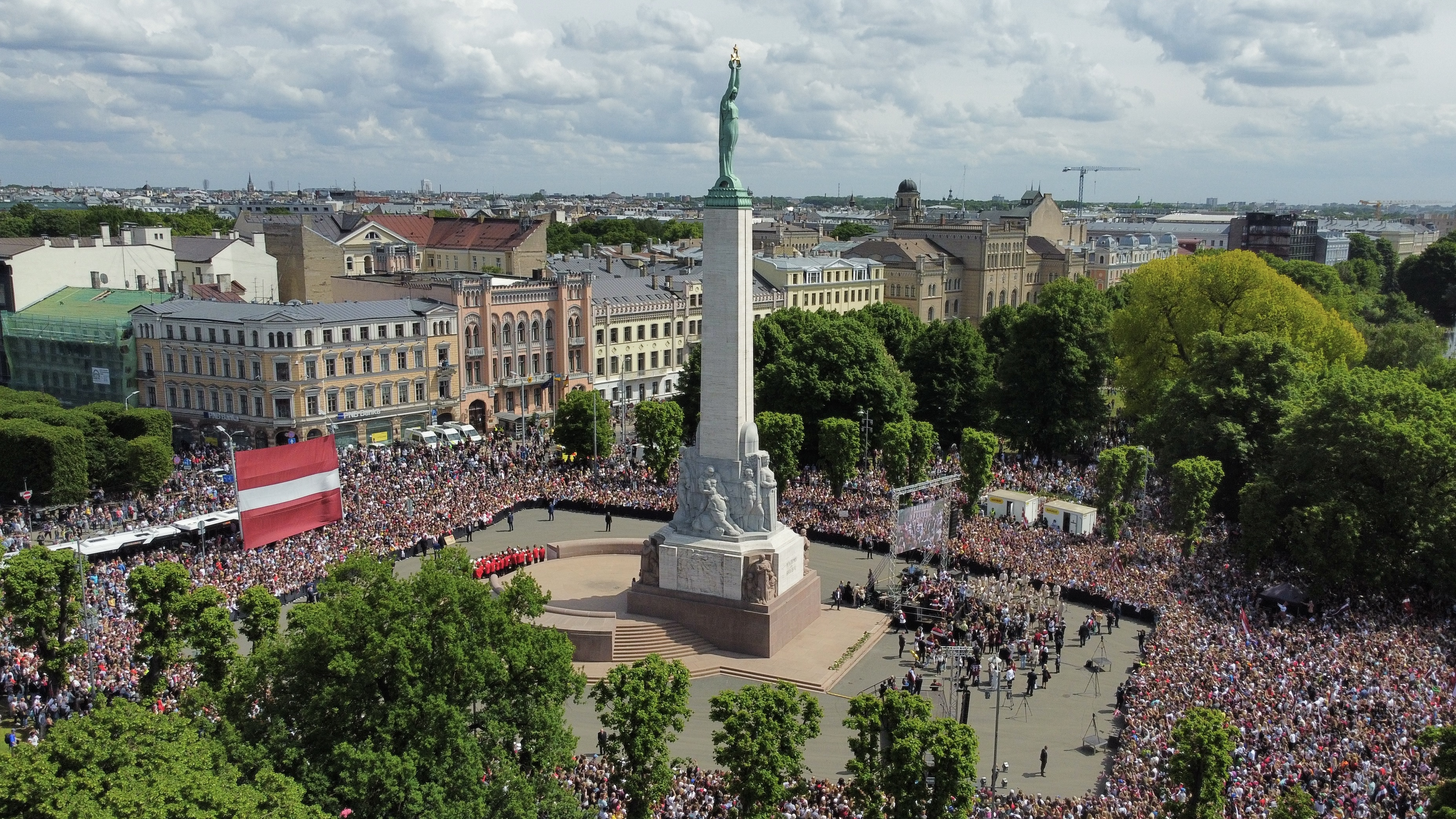
Feierlichkeiten am Freiheitsdenkmal in Riga (29. Mai 2023)

### Teilnehmer
Russland und Belarus waren angesichts des Einmarsches in die Ukraine weiterhin von der Teilnahme ausgeschlossen. Die beiden Absteiger Großbritannien und Italien wurden durch die Aufsteiger aus der Division IA, Slowenien und Ungarn, ersetzt.
| 1 aus Asien       | Kasachstan           | Kasachstan  | Kasachstan                             | Kasachstan          |
| 13 aus Europa     | Dänemark             | Deutschland | Finnland (Gastgeber, Titelverteidiger) | Frankreich          |
| 13 aus Europa     | Lettland (Gastgeber) | Norwegen    | Österreich                             | Schweden            |
| 13 aus Europa     | Schweiz              | Slowakei    | Slowenien (Aufsteiger)                 | Ungarn (Aufsteiger) |
| 13 aus Europa     | Tschechien           |             |                                        |                     |
| 2 aus Nordamerika | Kanada               | Kanada      | USA                                    | USA                 |

Gruppeneinteilung
Die Gruppeneinteilung wurde nach Abschluss der Weltmeisterschaft 2022 festgelegt. Als Basis diente die IIHF-Weltrangliste 2022.
| Gruppe A (Tampere)                                           | Gruppe B (Riga) |
| Finnland (1)                                                 | Kanada (2)      |
| USA (4)                                                      | Tschechien (6)  |
| Schweden (5)                                                 | Schweiz (7)     |
| Deutschland (9)                                              | Slowakei (8)    |
| Dänemark (10)                                                | Lettland (11)   |
| Frankreich (13)                                              | Norwegen (12)   |
| Österreich (15)                                              | Kasachstan (16) |
| Ungarn (20)                                                  | Slowenien (19)  |
| In Klammern ist der jeweilige Weltranglistenplatz angegeben. |                 |

### Austragungsorte
Als Austragungsorte dienten die 10.300 Zuschauer fassende Arena Riga in der lettischen Hauptstadt, die zuletzt 2021 Spielort der Weltmeisterschaft war, und wie im Vorjahr die Nokia-areena in Tampere mit 13.500 Plätzen.
| Tampere |

| Riga |

| Tampere |

| Riga |

### Vorrunde
Die Vorrunde der Weltmeisterschaft begann am 12. Mai und endete elf Tage später am 23. Mai.

#### Gruppe A
| 12. Mai 2023 16:20 Uhr (Ortszeit) | Finnland T. Hartikainen (17:07) | 1:4 (1:0, 0:1, 0:3) Spielbericht | USA C. Gauthier (33:48) D. O’Connor (49:49) A. Tuch (52:57) A. Tuch (59:12) | Nokia-areena, Tampere Zuschauer: 12.056 |

| 12. Mai 2023 20:20 Uhr | Schweden O. Lindberg (41:31) | 1:0 (0:0, 0:0, 1:0) Spielbericht | Deutschland | Nokia-areena, Tampere Zuschauer: 9.179 |

| 13. Mai 2023 12:20 Uhr | Frankreich T. Bozon (19:29) S. Treille (60:39) | 2:1 n. V. (1:0, 0:0, 0:1, 1:0) Spielbericht | Österreich T. Raffl (46:56) | Nokia-areena, Tampere Zuschauer: 7.626 |

| 13. Mai 2023 16:20 Uhr | Ungarn I. Sofron (46:42) | 1:3 (0:1, 0:1, 1:1) Spielbericht | Dänemark N. Ehlers (15:55) N. Ehlers (29:23) M. Poulsen (51:58) | Nokia-areena, Tampere Zuschauer: 7.633 |

| 13. Mai 2023 20:20 Uhr | Deutschland M. Noebels (17:45) K. Wissmann (32:26) J.-J. Peterka (39:41) | 3:4 (1:1, 2:2, 0:1) Spielbericht | Finnland J. Armia (9:30) S. Manninen (34:09) S. Manninen (35:56) M. Lehtonen (52:45) | Nokia-areena, Tampere Zuschauer: 11.712 |

| 14. Mai 2023 12:20 Uhr | USA A. Tuch (6:16) N. Bonino (18:38) N. Bonino (23:29) C. Gauthier (33:39) C. Mackey (41:23) R. Grimaldi (44:04) L. Tuch (56:57) | 7:1 (2:1, 2:0, 3:0) Spielbericht | Ungarn I. Sofron (4:07) | Nokia-areena, Tampere Zuschauer: 5.258 |

| 14. Mai 2023 16:20 Uhr | Frankreich G. Leclerc (25:48) A. Rech (28:29) J. Addamo (39:31) | 3:4 n. V. (0:2, 3:1, 0:0, 0:1) Spielbericht | Dänemark N. Ehlers (8:27) M. Bødker (18:03) N. Olesen (30:34) P. Russell (61:43) | Nokia-areena, Tampere Zuschauer: 4.542 |

| 14. Mai 2023 20:20 Uhr | Schweden P. Lindholm (3:43) M. Sörensen (26:04) P. Nemeth (38:16) L. Carlsson (51:18) D. Everberg (53:42) | 5:0 (1:0, 2:0, 2:0) Spielbericht | Österreich | Nokia-areena, Tampere Zuschauer: 5.050 |

| 15. Mai 2023 16:20 Uhr | Deutschland S. Soramies (30:23) J. Schütz (39:55) | 2:3 (0:0, 2:1, 0:2) Spielbericht | USA R. Attard (25:39) S. Farrell (45:58) M. Coronato (54:50) | Nokia-areena, Tampere Zuschauer: 8.003 |

| 15. Mai 2023 20:20 Uhr | Finnland J. Lammikko (46:47) | 1:2 n. P. (0:0, 0:1, 1:0, 0:0, 0:1) Spielbericht | Schweden O. Lindberg (37:17) L. Raymond (PS) | Nokia-areena, Tampere Zuschauer: 12.039 |

| 16. Mai 2023 16:20 Uhr | Dänemark N. Ehlers (9:32) N. Andersen (33:27) J. Jensen Aabo (46:37) N. Jensen (51:46) M. Lassen (53:00) P. Russell (57:03) | 6:2 (1:0, 1:1, 4:1) Spielbericht | Österreich T. Raffl (27:15) P. Schneider (48:40) | Nokia-areena, Tampere Zuschauer: 3.131 |

| 16. Mai 2023 20:20 Uhr | Frankreich C. Bertrand (16:28) L. Boudon (29:31) | 2:3 n. V. (1:1, 1:1, 0:0, 0:1) Spielbericht | Ungarn B. Stipsicz (19:39) V. Galló (33:03) I. Bartalis (61:22) | Nokia-areena, Tampere Zuschauer: 3.075 |

| 17. Mai 2023 16:20 Uhr | USA R. Grimaldi (27:16) C. Mazur (38:50) L. Hutson (43:24) N. Perbix (57:27) | 4:1 (0:0, 2:1, 2:0) Spielbericht | Österreich T. Raffl (37:23) | Nokia-areena, Tampere Zuschauer: 7.676 |

| 17. Mai 2023 20:20 Uhr | Finnland H. Pesonen (4:37) A. Oksanen (23:35) M. Anttila (31:36) T. Hartikainen (45:22) S. Manninen (58:58) | 5:3 (1:1, 2:1, 2:1) Spielbericht | Frankreich F. Chakiachvili (1:04) J. Addamo (28:31) C. Bertrand (49:08) | Nokia-areena, Tampere Zuschauer: 11.638 |

| 18. Mai 2023 16:20 Uhr | Ungarn R. Kiss (7:36) | 1:7 (1:3, 0:3, 0:1) Spielbericht | Schweden O. Lindberg (1:33) J. de la Rose (5:13) D. Everberg (17:50) A. Petersson (24:17) J. Berggren (37:37) J. de la Rose (38:20) L. Raymond (48:48) | Nokia-areena, Tampere Zuschauer: 6.566 |

| 18. Mai 2023 20:20 Uhr | Dänemark M. Lassen (5:39) M. Bau Hansen (39:37) C. Wejse (55:01) C. Wejse (59:28) | 4:6 (1:0, 1:3, 2:3) Spielbericht | Deutschland J.-J. Peterka (29:12) A. Ehl (31:08) M. Müller (37:51) J. Müller (55:21) M. Noebels (58:56) N. Sturm (59:35) | Nokia-areena, Tampere Zuschauer: 3.964 |

| 19. Mai 2023 16:20 Uhr | Ungarn B. Sebők (26:46) | 1:7 (0:1, 1:1, 0:5) Spielbericht | Finnland M. Lehtonen (12:52) K. Kakko (23:09) A. Ohtamaa (40:51) T. Hartikainen (43:24) K. Kapanen (46:20) W. Merelä (54:42) J. Armia (59:01) | Nokia-areena, Tampere Zuschauer: 11.547 |

| 19. Mai 2023 20:20 Uhr | Österreich B. Wolf (11:15) L. Haudum (53:25) | 2:4 (1:2, 0:1, 1:1) Spielbericht | Deutschland N. Sturm (4:22) P. Tuomie (16:28) W. Stachowiak (33:32) N. Sturm (58:58) | Nokia-areena, Tampere Zuschauer: 7.451 |

| 20. Mai 2023 12:20 Uhr | USA C. Gauthier (49:51) A. Tuch (55:30) R. Grimaldi (59:19) | 3:0 (0:0, 0:0, 3:0) Spielbericht | Dänemark | Nokia-areena, Tampere Zuschauer: 8.951 |

| 20. Mai 2023 16:20 Uhr | Österreich D. Zwerger (4:55) | 1:3 (1:2, 0:0, 0:1) Spielbericht | Finnland K. Kapanen (1:19) A. Suomela (7:31) A. Oksanen (58:08) | Nokia-areena, Tampere Zuschauer: 11.785 |

| 20. Mai 2023 20:20 Uhr | Schweden P. Lindholm (1:59) F. Zetterlund (9:25) J. Berggren (16:26) F. Zetterlund (19:54) | 4:0 (4:0, 0:0, 0:0) Spielbericht | Frankreich | Nokia-areena, Tampere Zuschauer: 8.454 |

| 21. Mai 2023 16:20 Uhr | Deutschland W. Stachowiak (7:58) M. Seider (35:04) N. Sturm (35:22) N. Sturm (37:55) J.-J. Peterka (42:39) D. Kahun (50:06) J. Müller (58:38) | 7:2 (1:0, 3:0, 3:2) Spielbericht | Ungarn I. Terbócs (46:11) N. Fejes (48:13) | Nokia-areena, Tampere Zuschauer: 4.821 |

| 21. Mai 2023 20:20 Uhr | USA D. O’Connor (6:03) C. Gauthier (11:34) T. J. Tynan (13:53) C. Gauthier (21:31) D. O’Connor (42:22) S. Perunovich (45:01) R. Grimaldi (47:07) C. Garland (48:36) C. Gauthier (53:48) | 9:0 (3:0, 1:0, 5:0) Spielbericht | Frankreich | Nokia-areena, Tampere Zuschauer: 6.539 |

| 22. Mai 2023 16:20 Uhr | Dänemark N. Jensen (3:39) | 1:4 (1:1, 0:1, 0:2) Spielbericht | Schweden D. Everberg (13:24) A. Petersson (32:20) L. Raymond (52:40) C. Grundström (54:22) | Nokia-areena, Tampere Zuschauer: 6.573 |

| 22. Mai 2023 20:20 Uhr | Österreich M. Rossi (12:45) S. Strong (26:43) L. Haudum (37:09) M. Ganahl (PS) | 4:3 n. P. (1:2, 2:1, 0:0, 0:0, 1:0) Spielbericht | Ungarn I. Sofron (8:25) I. Sofron (19:21) M. Horváth (24:11) | Nokia-areena, Tampere Zuschauer: 3.068 |

| 23. Mai 2023 12:20 Uhr | Deutschland A. Ehl (3:31) F. Tiffels (15:55) J.-J. Peterka (22:07) D. Fischbuch (43:51) M. Kastner (53:34) | 5:0 (2:0, 1:0, 2:0) Spielbericht | Frankreich | Nokia-areena, Tampere Zuschauer: 8.598 |

| 23. Mai 2023 16:20 Uhr | Schweden L. Carlsson (9:10) L. Carlsson (54:51) T. Liljegren (57:29) | 3:4 n. V. (1:1, 0:2, 2:0, 0:1) Spielbericht | USA N. Bonino (16:49) C. Garland (33:54) L. Hutson (39:30) D. Samberg (61:37) | Nokia-areena, Tampere Zuschauer: 8.781 |

| 23. Mai 2023 20:20 Uhr | Finnland M. Anttila (2:39) A. Ohtamaa (3:31) V. Pokka (18:36) H. Björninen (22:54) J. Lammikko (35:07) K. Kapanen (38:11) N. Matinpalo (42:41) | 7:1 (3:0, 3:0, 1:1) Spielbericht | Dänemark N. Ehlers (42:53) | Nokia-areena, Tampere Zuschauer: 11.491 |

| Pl. |             | Sp | S | OTS | OTN | N | Tore  | Punkte |
| --- | ----------- | -- | - | --- | --- | - | ----- | ------ |
| 1.  | USA         | 7  | 6 | 1   | 0   | 0 | 34:08 | 20     |
| 2.  | Schweden    | 7  | 5 | 1   | 1   | 0 | 26:07 | 18     |
| 3.  | Finnland    | 7  | 5 | 0   | 1   | 1 | 28:15 | 16     |
| 4.  | Deutschland | 7  | 4 | 0   | 0   | 3 | 27:16 | 12     |
| 5.  | Dänemark    | 7  | 2 | 1   | 0   | 4 | 19:26 | 8      |
| 6.  | Frankreich  | 7  | 0 | 1   | 2   | 4 | 10:31 | 4      |
| 7.  | Österreich  | 7  | 0 | 1   | 1   | 5 | 11:27 | 3      |
| 8.  | Ungarn      | 7  | 0 | 1   | 1   | 5 | 12:37 | 3      |

Abkürzungen: Pl. = Platz, Sp = Spiele, S = Siege, OTS = Siege nach Verlängerung (Overtime) oder Penaltyschießen, OTN = Niederlagen nach Verlängerung oder Penaltyschießen, N = Niederlagen

Erläuterungen: Viertelfinale, Absteiger in die Division IA

#### Gruppe B
| 12. Mai 2023 16:20 Uhr (Ortszeit) | Slowakei M. Chromiak (4:52) M. Rosandić (10:57) | 2:3 (2:3, 0:0, 0:0) Spielbericht | Tschechien R. Červenka (6:38) L. Sedlák (13:48) L. Sedlák (18:48) | Arena Riga, Riga Zuschauer: 7.800 |

| 12. Mai 2023 20:20 Uhr | Lettland | 0:6 (0:2, 0:2, 0:2) Spielbericht | Kanada L. Crouse (0:52) S. Laughton (4:56) M. Weegar (28:17) S. Blais (35:12) J. Veleno (53:58) J. McBain (55:40) | Arena Riga, Riga Zuschauer: 9.260 |

| 13. Mai 2023 12:20 Uhr | Schweiz D. Malgin (12:56) J. Moser (13:29) N. Niederreiter (32:47) D. Malgin (41:59) C. Thürkauf (43:46) M. Miranda (50:39) C. Bertschy (57:05) | 7:0 (2:0, 1:0, 4:0) Spielbericht | Slowenien | Arena Riga, Riga Zuschauer: 3.260 |

| 13. Mai 2023 16:20 Uhr | Norwegen M. Haga (7:48) O. J. Bjørgvik Holm (9:06) M. Haga (21:44) | 3:4 n. P. (2:1, 1:1, 0:1, 0:0, 0:1) Spielbericht | Kasachstan M. Muchametow (15:29) W. Orechow (35:11) N. Michailis (51:27) R. Startschenko (PS) | Arena Riga, Riga Zuschauer: 2.870 |

| 13. Mai 2023 20:20 Uhr | Slowakei M. Sukeľ (0:44) M. Hrivík (50:04) | 2:1 (1:0, 0:1, 1:0) Spielbericht | Lettland R. Ābols (36:51) | Arena Riga, Riga Zuschauer: 8.930 |

| 14. Mai 2023 12:20 Uhr | Slowenien J. Drozg (3:50) J. Drozg (55:10) | 2:5 (1:0, 0:3, 1:2) Spielbericht | Kanada M. Carcone (21:13) P.-O. Joseph (27:31) M. Lucic (38:46) M. Weegar (53:59) J. McBain (54:50) | Arena Riga, Riga Zuschauer: 3.380 |

| 14. Mai 2023 16:20 Uhr | Norwegen | 0:3 (0:2, 0:0, 0:1) Spielbericht | Schweiz D. Simion (8:13) A. Glauser (19:28) N. Niederreiter (57:46) | Arena Riga, Riga Zuschauer: 3.232 |

| 14. Mai 2023 20:20 Uhr | Tschechien J. Zbořil (8:48) D. Kubalík (15:25) L. Sedlák (41:06) J. Košťálek (45:46) D. Kubalík (58:59) | 5:1 (2:0, 0:1, 3:0) Spielbericht | Kasachstan M. Muchametow (31:18) | Arena Riga, Riga Zuschauer: 3.670 |

| 15. Mai 2023 16:20 Uhr | Slowakei P. Cehlárik (16:08) | 1:2 n. P. (1:1, 0:0, 0:0, 0:0, 0:1) Spielbericht | Kanada J. Neighbours (7:46) J. Quinn (PS) | Arena Riga, Riga Zuschauer: 4.640 |

| 15. Mai 2023 20:20 Uhr | Tschechien D. Němeček (8:25) D. Kubalík (29:21) M. Kempný (56:58) | 3:4 n. V. (1:0, 1:2, 1:1, 0:1) Spielbericht | Lettland Ri. Bukarts (22:16) M. Dzierkals (23:18) O. Cibuļskis (45:22) O. Batņa (64:16) | Arena Riga, Riga Zuschauer: 7.780 |

| 16. Mai 2023 16:20 Uhr | Slowenien | 0:1 (0:1, 0:0, 0:0) Spielbericht | Norwegen T. Berg-Paulsen (14:05) | Arena Riga, Riga Zuschauer: 2.167 |

| 16. Mai 2023 20:20 Uhr | Schweiz T. Geisser (4:48) F. Herzog (27:34) D. Riat (30:59) N. Niederreiter (40:44) R. Loeffel (49:31) | 5:0 (1:0, 2:0, 2:0) Spielbericht | Kasachstan | Arena Riga, Riga Zuschauer: 2.792 |

| 17. Mai 2023 16:20 Uhr | Lettland R. Ābols (23:14) T. Andersons (23:53) | 2:1 (0:0, 2:1, 0:0) Spielbericht | Norwegen L. Hoff (34:20) | Arena Riga, Riga Zuschauer: 6.872 |

| 17. Mai 2023 20:20 Uhr | Kanada M. Weegar (0:19) L. Crouse (5:05) L. Crouse (7:50) J. Veleno (19:22) S. Blais (41:55) | 5:1 (4:1, 0:0, 1:0) Spielbericht | Kasachstan A. Beketajew (9:55) | Arena Riga, Riga Zuschauer: 3.411 |

| 18. Mai 2023 16:20 Uhr | Tschechien D. Kubalík (38:19) D. Kubalík (43:47) R. Červenka (45:00) M. Kempný (51:12) D. Kubalík (57:49) J. Flek (58:56) | 6:2 (0:2, 1:0, 5:0) Spielbericht | Slowenien M. Verlič (7:23) J. Urbas (11:49) | Arena Riga, Riga Zuschauer: 3.670 |

| 18. Mai 2023 20:20 Uhr | Schweiz J. Siegenthaler (5:07) N. Niederreiter (24:47) C. Marti (46:51) G. Haas (59:25) | 4:2 (1:0, 1:2, 2:0) Spielbericht | Slowakei A. Kudrna (25:08) P. Regenda (39:29) | Arena Riga, Riga Zuschauer: 4.840 |

| 19. Mai 2023 16:20 Uhr | Lettland Ri. Bukarts (11:14) K. Daugaviņš (31:20) Ro. Bukarts (37:39) | 3:2 (1:0, 2:2, 0:0) Spielbericht | Slowenien A. Kuralt (27:55) M. Verlič (39:47) | Arena Riga, Riga Zuschauer: 9.180 |

| 19. Mai 2023 20:20 Uhr | Kasachstan R. Startschenko (21:03) W. Orechow (24:50) J. Rymarew (25:22) J. Rymarew (PS) | 4:3 n. P. (0:1, 3:0, 0:2, 0:0, 1:0) Spielbericht | Slowakei P. Koch (14:58) R. Pánik (48:33) P. Regenda (56:58) | Arena Riga, Riga Zuschauer: 3.670 |

| 20. Mai 2023 12:20 Uhr | Norwegen | 0:2 (0:2, 0:0, 0:0) Spielbericht | Tschechien D. Kubalík (12:33) J. Flek (18:43) | Arena Riga, Riga Zuschauer: 5.348 |

| 20. Mai 2023 16:20 Uhr | Kanada T. Toffoli (29:58) M. Carcone (56:22) | 2:3 (0:0, 1:2, 1:1) Spielbericht | Schweiz N. Hischier (33:24) D. Simion (37:00) A. Ambühl (52:08) | Arena Riga, Riga Zuschauer: 8.234 |

| 20. Mai 2023 20:20 Uhr | Kasachstan | 0:7 (0:2, 0:3, 0:2) Spielbericht | Lettland Ri. Bukarts (15:39) O. Batņa (17:19) M. Dzierkals (21:13) R. Ābols (29:05) M. Indrašis (39:54) K. Daugaviņš (49:50) R. Ābols (51:40) | Arena Riga, Riga Zuschauer: 9.200 |

| 21. Mai 2023 16:20 Uhr | Slowenien | 0:1 (0:0, 0:1, 0:0) Spielbericht | Slowakei R. Pánik (20:15) | Arena Riga, Riga Zuschauer: 4.460 |

| 21. Mai 2023 20:20 Uhr | Tschechien R. Červenka (6:47) D. Kubalík (52:14) | 2:4 (1:1, 0:2, 1:1) Spielbericht | Schweiz R. Loeffel (12:41) A. Ambühl (23:59) A. Ambühl (28:37) T. Richard (55:40) | Arena Riga, Riga Zuschauer: 7.150 |

| 22. Mai 2023 16:20 Uhr | Kanada M. Lucic (28:26) L. Crouse (59:48) | 2:3 n. P. (0:1, 1:1, 1:0, 0:0, 0:1) Spielbericht | Norwegen A. Martinsen (9:45) S. Olden (21:52) M. Trettenes (PS) | Arena Riga, Riga Zuschauer: 4.834 |

| 22. Mai 2023 20:20 Uhr | Kasachstan N. Michailis (18:10) B. Muratow (39:02) J. Rymarew (51:52) M. Muchametow (56:33) | 4:3 (1:1, 1:1, 2:1) Spielbericht | Slowenien A. Kuralt (1:30) A. Kuralt (21:06) J. Drozg (42:27) | Arena Riga, Riga Zuschauer: 4.140 |

| 23. Mai 2023 12:20 Uhr | Slowakei M. Hrivík (3:58) P. Cehlárik (7:30) R. Lantoši (15:43) R. Pánik (58:41) | 4:1 (3:0, 0:1, 1:0) Spielbericht | Norwegen M. Vikingstad (23:10) | Arena Riga, Riga Zuschauer: 4.170 |

| 23. Mai 2023 16:20 Uhr | Kanada P. Krebs (19:12) T. Myers (44:09) L. Crouse (59:24) | 3:1 (1:0, 0:1, 2:0) Spielbericht | Tschechien M. Kaut (22:06) | Arena Riga, Riga Zuschauer: 6.420 |

| 23. Mai 2023 20:20 Uhr | Schweiz K. Fiala (26:02) M. Miranda (47:03) A. Ambühl (53:46) | 3:4 n. V. (0:0, 1:2, 2:1, 0:1) Spielbericht | Lettland R. Freibergs (21:43) R. Ābols (26:34) K. Daugaviņš (54:56) R. Balcers (62:25) | Arena Riga, Riga Zuschauer: 9.178 |

| Pl. |            | Sp | S | OTS | OTN | N | Tore  | Punkte |
| --- | ---------- | -- | - | --- | --- | - | ----- | ------ |
| 1.  | Schweiz    | 7  | 6 | 0   | 1   | 0 | 29:10 | 19     |
| 2.  | Kanada     | 7  | 4 | 1   | 1   | 1 | 25:11 | 15     |
| 3.  | Lettland   | 7  | 3 | 2   | 0   | 2 | 20:17 | 13     |
| 4.  | Tschechien | 7  | 4 | 0   | 1   | 2 | 22:16 | 13     |
| 5.  | Slowakei   | 7  | 3 | 0   | 2   | 2 | 15:15 | 11     |
| 6.  | Kasachstan | 7  | 1 | 2   | 0   | 4 | 14:31 | 7      |
| 7.  | Norwegen   | 7  | 1 | 1   | 1   | 4 | 09:17 | 6      |
| 8.  | Slowenien  | 7  | 0 | 0   | 0   | 7 | 09:27 | 0      |

Abkürzungen: Pl. = Platz, Sp = Spiele, S = Siege, OTS = Siege nach Verlängerung (Overtime) oder Penaltyschießen, OTN = Niederlagen nach Verlängerung oder Penaltyschießen, N = Niederlagen

Erläuterungen: Viertelfinale, Absteiger in die Division IA

### Finalrunde

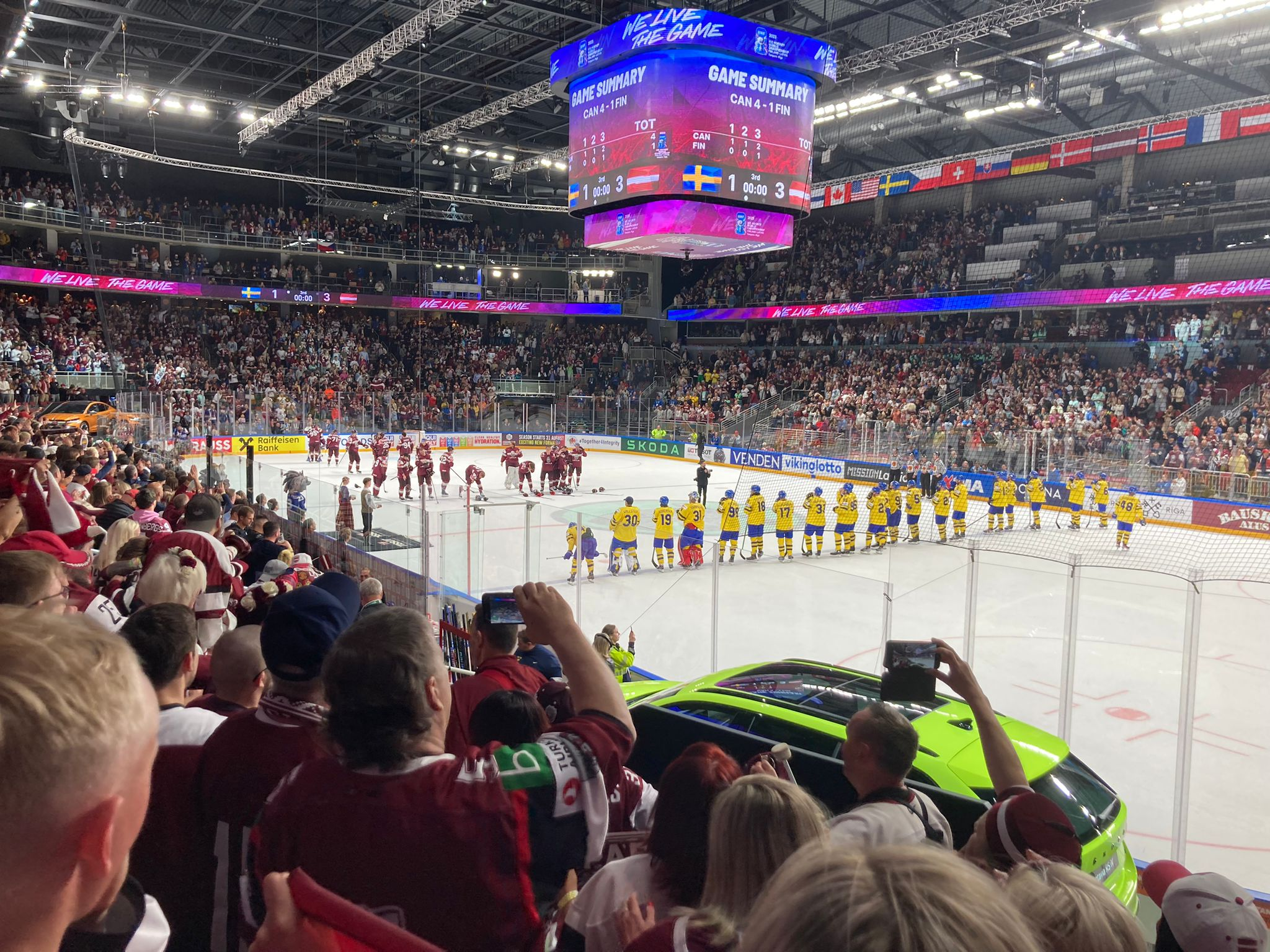
Spielende des Viertelfinals Schweden gegen Lettland (25. Mai 2023)

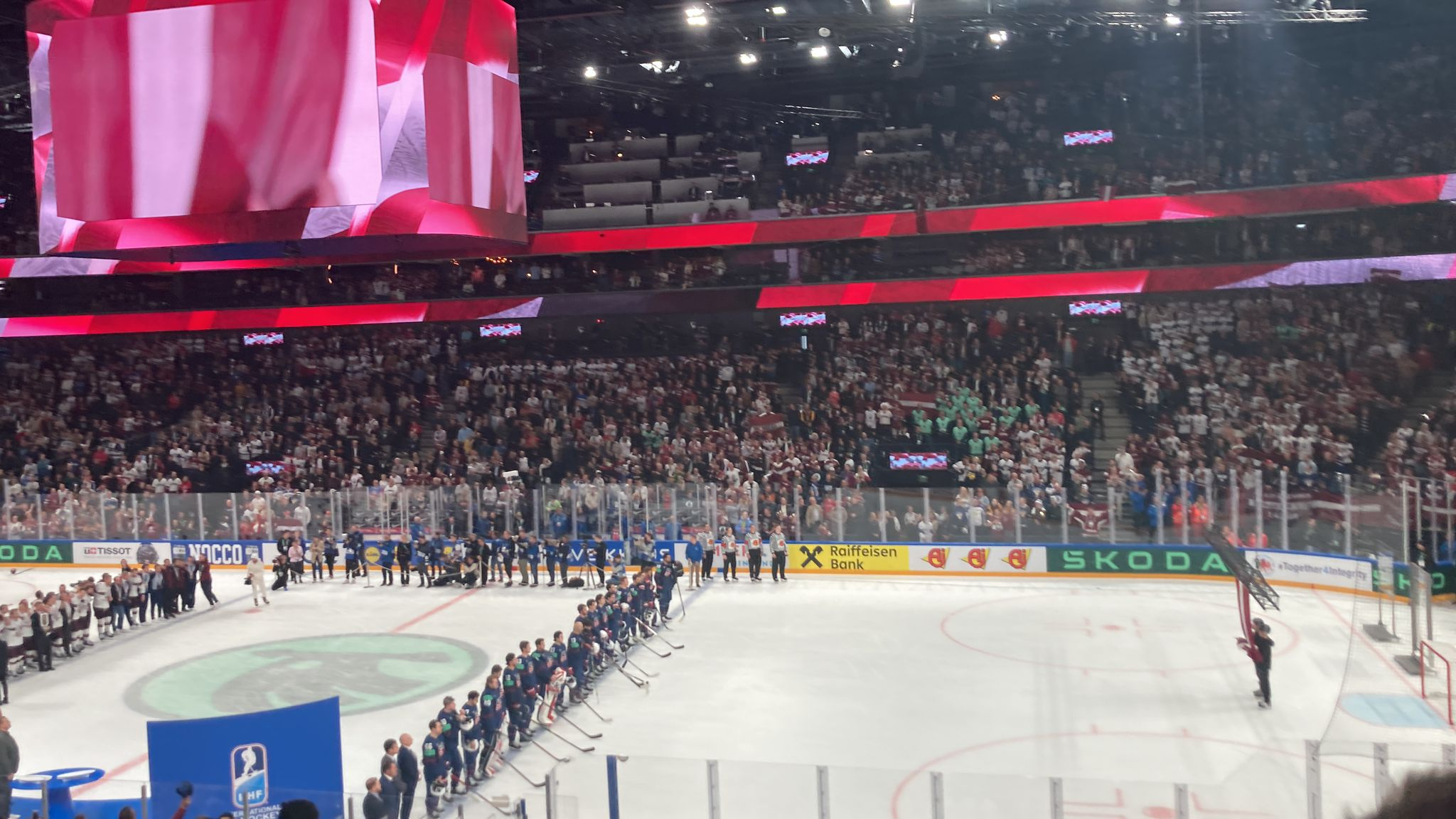
Flaggenzeremonie beim Spiel um die Bronzemedaille (28. Mai 2023)

Die Finalrunde begann nach Abschluss der Vorrunde am 25. Mai 2023, so dass alle Teams mindestens einen Ruhetag hatten. Zwei der Viertelfinalpartien wurden in der Arena Riga, die anderen Partien der Finalrunde in der Nokia-areena in Tampere ausgetragen. Die Viertelfinalpartien fanden im Kreuzvergleich der beiden Vorrundengruppen statt. Im Halbfinale am 27. Mai spielten der Bestplatzierte der Vorrunde gegen die letztplatzierte verbliebene Mannschaft, die restlichen beiden Mannschaften spielten das andere Halbfinale. Im Finale am 28. Mai gewann Kanada gegen Deutschland, drittplatzierte Mannschaft wurde Lettland.
|  | Viertelfinale                                          | Viertelfinale | Viertelfinale |    | Halbfinale | Halbfinale | Halbfinale       |     |   | Finale | Finale | Finale |
|  |                                                        |               |               |    |            |            |                  |     |   |        |        |        |
|  | A1                                                     | USA           | 3             |    |            |            |                  |     |   |        |        |        |
|  | B4                                                     | Tschechien    | 0             |    |            |            |                  |     |   |        |        |        |
|  | B4                                                     | Tschechien    | 0             | B2 | Kanada     | 4          |                  |     |   |        |        |        |
|  |                                                        |               |               | B2 | Kanada     | 4          |                  |     |   |        |        |        |
|  | B3                                                     | Lettland      | 2             |    |            |            |                  |     |   |        |        |        |
|  | B3                                                     | Lettland      | 2             | B2 | Kanada     | 4          |                  |     |   |        |        |        |
|  |                                                        |               |               | B2 | Kanada     | 4          |                  |     |   |        |        |        |
|  | A3                                                     | Finnland      | 1             |    |            |            |                  |     |   |        |        |        |
|  | A3                                                     | Finnland      | 1             | B2 | Kanada     | 5          |                  |     |   |        |        |        |
|  | (Die Teams werden nach dem Viertelfinale neu gesetzt.) |               |               | B2 | Kanada     | 5          |                  |     |   |        |        |        |
|  |                                                        | A4            | Deutschland   | 2  |            |            |                  |     |   |        |        |        |
|  | B1                                                     | A4            | Deutschland   | 2  | Schweiz    | 1          |                  |     |   |        |        |        |
|  | B1                                                     |               |               |    | Schweiz    | 1          |                  |     |   |        |        |        |
|  | A4                                                     | Deutschland   | 3             |    |            |            |                  |     |   |        |        |        |
|  | A4                                                     | Deutschland   | 3             | A1 | USA        | 3          |                  |     |   |        |        |        |
|  |                                                        |               |               | A1 | USA        | 3          | Spiel um Platz 3 |     |   |        |        |        |
|  | A4                                                     | Deutschland   | 4             |    |            |            |                  |     |   |        |        |        |
|  | A4                                                     | Deutschland   | 4             | A2 | Schweden   | 1          | A1               | USA | 3 |        |        |        |
|  |                                                        |               |               | A2 | Schweden   | 1          | A1               | USA | 3 |        |        |        |
|  | B3                                                     | Lettland      | 3             | B3 | Lettland   | 4          |                  |     |   |        |        |        |

#### Viertelfinale
| 25. Mai 2023 16:20 Uhr (Ortszeit) | USA M. Coronato (12:04) N. Perbix (28:53) C. Gauthier (49:57) | 3:0 (1:0, 1:0, 1:0) Spielbericht | Tschechien | Nokia-areena, Tampere Zuschauer: 7.411 |

| 25. Mai 2023 16:20 Uhr | Schweiz J. Siegenthaler (20:47) | 1:3 (0:1, 1:2, 0:0) Spielbericht | Deutschland M. Kastner (6:25) J.-J. Peterka (37:51) N. Sturm (38:27) | Arena Riga, Riga Zuschauer: 2.896 |

| 25. Mai 2023 20:20 Uhr | Kanada J. Quinn (7:12) S. Blais (30:45) M. Carcone (42:54) T. Toffoli (57:42) | 4:1 (1:0, 1:0, 2:1) Spielbericht | Finnland T. Hartikainen (56:52) | Nokia-areena, Tampere Zuschauer: 11.529 |

| 25. Mai 2023 20:20 Uhr | Schweden T. Liljegren (29:41) | 1:3 (0:1, 1:0, 0:2) Spielbericht | Lettland D. Ločmelis (12:56) M. Indrašis (45:55) J. Jaks (53:46) | Arena Riga, Riga Zuschauer: 9.200 |

#### Halbfinale
| 27. Mai 2023 14:20 Uhr | Kanada S. Blais (35:32) J. Quinn (40:45) A. Fantilli (48:56) S. Laughton (59:17) | 4:2 (0:1, 1:1, 3:0) Spielbericht | Lettland D. Ločmelis (8:18) R. Balcers (36:38) | Nokia-areena, Tampere Zuschauer: 8.669 |

| 27. Mai 2023 18:20 Uhr | USA A. Tuch (1:11) R. Grimaldi (3:56) M. Eyssimont (28:47) | 3:4 n. V. (2:2, 1:0, 0:1, 0:1) Spielbericht | Deutschland F. Tiffels (12:22) M. Szuber (16:03) M. Noebels (58:37) F. Tiffels (67:32) | Nokia-areena, Tampere Zuschauer: 8.011 |

#### Spiel um Platz 3
| 28. Mai 2023 15:20 Uhr | USA R. Grimaldi (9:45) R. Grimaldi (19:03) M. Coronato (46:19) | 3:4 n. V. (2:2, 0:0, 1:1, 0:1) Spielbericht | Lettland Ri. Bukarts (7:49) J. Jaks (16:08) K. Rubīns (54:21) K. Rubīns (61:22) | Nokia-areena, Tampere Zuschauer: 11.033 |

#### Finale
| 28. Mai 2023 20:20 Uhr | Kanada S. Blais (10:47) L. Crouse (37:28) S. Blais (44:51) T. Toffoli (51:51) S. Laughton (58:06) | 5:2 (1:1, 1:1, 3:0) Spielbericht | Deutschland J.-J. Peterka (7:44) D. Fischbuch (33:47) | Nokia-areena, Tampere Zuschauer: 10.470 |

### Statistik

#### Beste Scorer
Abkürzungen: Sp = Spiele, T = Tore, V = Assists, Pkt = Punkte, +/− = Plus/Minus, SM = Strafminuten; Fett: Turnierbestwert
| Spieler            | Team        | Sp | T | V  | Pkt | +/− | SM |
| ------------------ | ----------- | -- | - | -- | --- | --- | -- |
| Rocco Grimaldi     | USA         | 10 | 7 | 7  | 14  | +8  | 6  |
| Dominik Kubalík    | Tschechien  | 8  | 8 | 4  | 12  | +3  | 0  |
| John-Jason Peterka | Deutschland | 10 | 6 | 6  | 12  | +8  | 0  |
| Rihards Bukarts    | Lettland    | 10 | 3 | 8  | 11  | +3  | 8  |
| MacKenzie Weegar   | Kanada      | 10 | 3 | 8  | 11  | +10 | 6  |
| T. J. Tynan        | USA         | 10 | 1 | 10 | 11  | +10 | 0  |
| Henrik Tömmernes   | Schweden    | 8  | 0 | 10 | 10  | +5  | 2  |
| Cutter Gauthier    | USA         | 10 | 7 | 2  | 9   | +9  | 2  |
| Lawson Crouse      | Kanada      | 10 | 6 | 3  | 9   | +9  | 4  |
| Nikolaj Ehlers     | Dänemark    | 7  | 5 | 4  | 9   | −3  | 0  |

#### Beste Torhüter
Quelle: IIHF; Abkürzungen: Sp = Spiele, S = Siege, N = Niederlagen, Min = Eiszeit (in Minuten), GT = Gegentore, SVS = gehaltene Schüsse, SO = Shutouts, GTS = Gegentorschnitt, Sv% = gehaltene Schüsse (in %); Fett: Turnierbestwert
Erfasst werden nur Torhüter, die mindestens 40 % der Gesamtspielzeit eines Teams absolviert haben. Sortiert nach Fangquote (Sv%).
| Spieler              | Team        | Sp | S | N | Min    | GT | SVS | SO | GTS  | Sv%   |
| -------------------- | ----------- | -- | - | - | ------ | -- | --- | -- | ---- | ----- |
| Stanislav Škorvánek  | Slowakei    | 4  | 3 | 1 | 238:39 | 5  | 103 | 1  | 1,26 | 95,37 |
| Karel Vejmelka       | Tschechien  | 4  | 2 | 2 | 236:26 | 7  | 117 | 1  | 1,78 | 94,35 |
| Sam Montembeault     | Kanada      | 7  | 6 | 1 | 423:07 | 10 | 153 | 1  | 1,42 | 93,87 |
| Lars Johansson       | Schweden    | 5  | 3 | 2 | 303:42 | 8  | 112 | 2  | 1,58 | 93,33 |
| Samuel Hlavaj        | Slowakei    | 3  | 0 | 3 | 189:05 | 7  | 96  | 0  | 2,22 | 93,20 |
| Artūrs Šilovs        | Lettland    | 10 | 7 | 3 | 601:00 | 22 | 258 | 1  | 2,20 | 92,14 |
| Henrik Haukeland     | Norwegen    | 5  | 1 | 4 | 300:01 | 10 | 112 | 1  | 2,00 | 91,80 |
| Emil Larmi           | Finnland    | 6  | 3 | 3 | 361:00 | 12 | 134 | 0  | 1,99 | 91,78 |
| Casey DeSmith        | USA         | 7  | 5 | 2 | 430:31 | 14 | 156 | 2  | 1,95 | 91,76 |
| Frederik Dichow      | Dänemark    | 5  | 3 | 2 | 260:48 | 10 | 102 | 0  | 2,30 | 91,07 |
| Mathias Niederberger | Deutschland | 9  | 6 | 3 | 542:26 | 20 | 186 | 1  | 2,21 | 90,29 |

### Abschlussplatzierungen
Die Platzierungen ergaben sich nach folgenden Kriterien:
- Plätze 1 bis 4: Ergebnisse im Finale sowie im Spiel um Platz 3
- Plätze 5 bis 8 (Verlierer der Viertelfinalpartien): nach Platzierung, dann Punkten, dann Tordifferenz in der Vorrunde
- Plätze 9 bis 16 (Vorrunde): nach Platzierung, dann Punkten, dann Tordifferenz in der Vorrunde

| Pl. | Team        |
| --- | ----------- |
| 1   | Kanada      |
| 2   | Deutschland |
| 3   | Lettland    |
| 4   | USA         |
| 5   | Schweiz     |
| 6   | Schweden    |
| 7   | Finnland    |
| 8   | Tschechien  |
| 9   | Slowakei    |
| 10  | Dänemark    |
| 11  | Kasachstan  |
| 12  | Frankreich  |
| 13  | Norwegen    |
| 14  | Österreich  |
| 15  | Ungarn      |
| 16  | Slowenien   |

### Titel, Auf- und Abstieg
| Weltmeister Kanada | Justin Barron, Ethan Bear, Samuel Blais, Michael Carcone, Lawson Crouse, Adam Fantilli, Cody Glass, Joel Hofer, Brad Hunt, Pierre-Olivier Joseph, Peyton Krebs, Scott Laughton, Devon Levi, Milan Lucic, Jack McBain, Jacob Middleton, Sam Montembeault, Tyler Myers, Jake Neighbours, Jack Quinn, Tyler Toffoli, Joe Veleno, MacKenzie Weegar Cheftrainer: André Tourigny Assistenztrainer: Troy Ryan, D. J. Smith, Alex Tanguay |

| Silber Deutschland | Alexander Ehl, Daniel Fischbuch, Maximilian Franzreb, Leon Gawanke, Leon Hüttl, Dominik Kahun, Maximilian Kastner, Jonas Müller, Moritz Müller, Mathias Niederberger, Marcel Noebels, John-Jason Peterka, Justin Schütz, Moritz Seider, Samuel Soramies, Wojciech Stachowiak, Dustin Strahlmeier, Nico Sturm, Maksymilian Szuber, Frederik Tiffels, Parker Tuomie, Filip Varejcka, Fabio Wagner, Manuel Wiederer, Kai Wissmann Cheftrainer: Harold Kreis Assistenztrainer: Pekka Kangasalusta, Alexander Sulzer |

| Bronze Lettland | Rodrigo Ābols, Toms Andersons, Rūdolfs Balcers, Uvis Jānis Balinskis, Oskars Batņa, Arvils Bergmanis, Rihards Bukarts, Roberts Bukarts, Oskars Cibuļskis, Kārlis Čukste, Kaspars Daugaviņš, Andris Džeriņš, Mārtiņš Dzierkals, Ralfs Freibergs, Georgs Golovkovs, Kristers Gudļevskis, Miks Indrašis, Jānis Jaks, Ronalds Ķēniņš, Renārs Krastenbergs, Dans Ločmelis, Roberts Mamčics, Ivars Punnenovs, Kristiāns Rubīns, Artūrs Šilovs, Deniss Smirnovs, Kristaps Zīle Cheftrainer: Harijs Vītoliņš Assistenztrainer: Artis Ābols, Lauris Dārziņš, Petteri Nummelin, Raimonds Vilkoits |

| Absteiger in die Division IA:   | Slowenien, Ungarn     |
| Aufsteiger in die Top-Division: | Großbritannien, Polen |

### Auszeichnungen
Spielertrophäen
| Auszeichnung         | Spieler            | Team        |
| -------------------- | ------------------ | ----------- |
| Wertvollster Spieler | Artūrs Šilovs      | Lettland    |
| Bester Torhüter      | Artūrs Šilovs      | Lettland    |
| Bester Verteidiger   | MacKenzie Weegar   | Kanada      |
| Bester Stürmer       | John-Jason Peterka | Deutschland |

All-Star-Team
| Angriff:      | Dominik Kubalík – John-Jason Peterka – Rocco Grimaldi |
| Verteidigung: | MacKenzie Weegar – Moritz Seider                      |
| Tor:          | Artūrs Šilovs                                         |

## Division I

### Gruppe A in Nottingham, England, Großbritannien
Das Turnier der Gruppe A wurde vom 29. April bis 5. Mai 2023 in der englischen Großstadt Nottingham ausgetragen. Die Spiele fanden in der 10.000 Zuschauer fassenden Motorpoint Arena statt. Insgesamt besuchten 33.765 Zuschauer die 15 Turnierspiele, was einem Schnitt von 2.251 pro Partie entspricht.
Im Turnierverlauf kristallisierten sich schnell die beiden Absteiger Großbritannien und Italien sowie der Aufsteiger Polen als die drei Favoriten auf die beiden Aufstiegsplätze heraus. Die gastgebenden Briten sicherten sich letztlich den Turniersieg und damit auch den direkten Wiederaufstieg in die Top-Division. Ausschlaggebend war die Ausbeute von fünf Punkten aus den Direktduellen gegen Polen und Italien sowie die drei makellosen Zu-Null-Siege gegen die drei anderen Mannschaften. Den zweiten Aufstiegsplatz belegten die Polen, denen damit unter ihrem slowakischen Trainer Róbert Kaláber der direkte Durchmarsch von der Division IB in die höchste WM-Klasse gelang. Zuletzt hatte Polen im Rahmen der Weltmeisterschaft 2002 erstklassig gespielt.
Den Abstieg in die Division IB musste Litauen hinnehmen, das in allen fünf Spielen – auch gegen die direkten Konkurrenten aus Südkorea und Rumänien – sieg- und punktlos blieb. Die Balten stiegen damit nach fünf Jahren wieder in die Division IB ab, obwohl sie im letzten Jahr hinter den beiden Aufsteigern noch den dritten Platz in der Gruppe belegt hatten. Rumänien verhinderte durch einen knappen 3:2-Sieg über Litauen als Gruppenfünfter den Abstieg und sicherte sich somit ein weiteres Jahr Verbleib in der Division IA.
In der Wertung der besten Punktesammler standen auf den ersten fünf Plätzen allesamt Spieler aus den beiden Aufstiegsteams. Mit elf Punkten war der Pole Krystian Dziubiński, der zugleich als bester Stürmer des Wettbewerbs ausgezeichnet wurde, führend in dieser Statistik. Seine sechs Tore stellten ebenfalls einen Bestwert dar, während sein Landsmann Grzegorz Pasiut und der Brite Liam Kirk mit sieben Torvorlagen die besten Vorbereiter waren. Als bester Torwart wurde der Brite Ben Bowns ausgezeichnet, der in nahezu allen relevanten Statistiken den Bestwert aufwies. So hatte er die höchste Fangquote und den geringsten Gegentorschnitt unter allen Torhütern und feierte ebenso die meisten Shutouts. Die Auszeichnung als bester Verteidiger erhielt der Italiener Thomas Larkin, dem in fünf Spielen ebenso viele Tore gelangen.
| 29. April 2023 12:30 Uhr (Ortszeit) | Polen P. Zygmunt (2:03) M. Kruczek (3:26) K. Dziubiński (7:02) P. Wronka (27:23) P. Wronka (37:18) P. Wronka (39:47) K. Dziubiński (48:40) | 7:0 (3:0, 3:0, 1:0) Spielbericht | Litauen | Motorpoint Arena, Nottingham Zuschauer: 1.352 |

| 29. April 2023 16:00 Uhr | Rumänien Z. Molnár (32:10) M. Kovács (47:20) | 2:6 (0:2, 1:2, 1:2) Spielbericht | Italien T. Larkin (0:59) T. Larkin (7:55) P. Brunner (25:58) A. Miceli (26:51) A. Miceli (52:57) T. Larkin (54:57) | Motorpoint Arena, Nottingham Zuschauer: 2.001 |

| 29. April 2023 19:30 Uhr | Südkorea | 0:4 (0:2, 0:1, 0:1) Spielbericht | Großbritannien B. Lake (1:44) R. Dowd (15:49) C. Neilson (20:13) L. Kirk (41:35) | Motorpoint Arena, Nottingham Zuschauer: 3.966 |

| 30. April 2023 12:30 Uhr | Litauen E. Krakauskas (1:09) A. Bendžius (15:38) | 2:3 (2:1, 0:2, 0:0) Spielbericht | Rumänien M. Kovács (16:55) B. Péter (23:36) B. Péter (30:07) | Motorpoint Arena, Nottingham Zuschauer: 1.958 |

| 30. April 2023 16:00 Uhr | Großbritannien J. Phillips (1:57) C. Neilson (23:36) L. Kirk (33:07) M. Hammond (58:30) B. Lake (62:35) | 5:4 n. V. (1:1, 2:0, 1:3, 1:0) Spielbericht | Polen D. Paś (10:06) P. Zygmunt (45:25) K. Wałęga (54:23) B. Fraszko (59:12) | Motorpoint Arena, Nottingham Zuschauer: 4.134 |

| 30. April 2023 19:30 Uhr | Italien D. Mantenuto (4:31) L. Frigo (14:55) T. Larkin (39:57) L. Frigo (45:05) B. McNally (48:26) D. Mantenuto (50:05) | 6:1 (2:0, 1:0, 3:1) Spielbericht | Südkorea Kim K.-s. (48:17) | Motorpoint Arena, Nottingham Zuschauer: 1.572 |

| 2. Mai 2023 12:30 Uhr | Rumänien A. Filip (15:15) M. Kovács (55:24) | 2:5 (1:1, 0:2, 1:2) Spielbericht | Südkorea Shin S.-h. (4:52) Kang Y.-s. (24:03) Jeon J.-w. (36:34) Park J.-k. (51:52) Kim S.-h. (54:45) | Motorpoint Arena, Nottingham Zuschauer: 767 |

| 2. Mai 2023 16:00 Uhr | Italien A. Trivellato (6:38) D. Tedesco (26:35) | 2:4 (1:1, 1:2, 0:1) Spielbericht | Polen M. Michalski (5:23) K. Dziubiński (22:10) B. Jeziorski (37:06) G. Pasiut (56:53) | Motorpoint Arena, Nottingham Zuschauer: 1.318 |

| 2. Mai 2023 19:30 Uhr | Großbritannien C. Neilson (1:07) R. Dowd (16:42) N. Halbert (58:10) | 3:0 (2:0, 0:0, 1:0) Spielbericht | Litauen | Motorpoint Arena, Nottingham Zuschauer: 2.606 |

| 3. Mai 2023 12:30 Uhr | Südkorea | 0:7 (0:2, 0:3, 0:2) Spielbericht | Polen A. Łyszczarczyk (9:42) B. Jeziorski (19:12) B. Jeziorski (30:50) K. Wałęga (32:34) K. Dziubiński (39:32) M. Kolusz (52:19) K. Dziubiński (53:58) | Motorpoint Arena, Nottingham Zuschauer: 710 |

| 3. Mai 2023 16:00 Uhr | Litauen P. Gintautas (0:45) A. Bendžius (33:39) M. Grinius (37:43) A. Bendžius (48:04) | 4:6 (1:1, 2:4, 1:1) Spielbericht | Italien M. Zanetti (10:25) M. Zanetti (22:06) P. Pietroniro (26:47) D. Hannoun (32:01) P. Pietroniro (39:38) D. Mantenuto (47:04) | Motorpoint Arena, Nottingham Zuschauer: 876 |

| 3. Mai 2023 19:30 Uhr | Großbritannien B. Perlini (30:18) L. Kirk (32:59) J. Phillips (34:18) J. Curran (46:16) S. Ruopp (51:17) E. Mosey (56:27) J. Waller (57:51) | 7:0 (0:0, 3:0, 4:0) Spielbericht | Rumänien | Motorpoint Arena, Nottingham Zuschauer: 2.506 |

| 5. Mai 2023 12:30 Uhr | Polen G. Pasiut (21:42) B. Jeziorski (28:53) B. Fraszko (37:26) A. Łyszczarczyk (38:48) K. Dziubiński (58:15) K. Wałęga (59:24) | 6:2 (0:1, 4:0, 2:1) Spielbericht | Rumänien B. Péter (9:13) B. Gajdó (54:20) | Motorpoint Arena, Nottingham Zuschauer: 1.441 |

| 5. Mai 2023 16:00 Uhr | Litauen U. Čižas (33:47) | 1:2 (0:0, 1:1, 0:1) Spielbericht | Südkorea Shin S.-h. (20:13) Kim S.-h. (59:27) | Motorpoint Arena, Nottingham Zuschauer: 2.078 |

| 5. Mai 2023 19:30 Uhr | Italien T. Larkin (11:21) A. Petan (24:34) D. Glira (34:29) | 3:5 (1:1, 2:3, 0:1) Spielbericht | Großbritannien B. Perlini (5:40) C. Neilson (20:59) M. Hammond (28:43) B. Perlini (35:57) C. Neilson (57:50) | Motorpoint Arena, Nottingham Zuschauer: 5.538 |

| Pl. |                | Sp | S | OTS | OTN | N | Tore  | Punkte |
| --- | -------------- | -- | - | --- | --- | - | ----- | ------ |
| 1.  | Großbritannien | 5  | 4 | 1   | 0   | 0 | 24:07 | 14     |
| 2.  | Polen          | 5  | 4 | 0   | 1   | 0 | 28:09 | 13     |
| 3.  | Italien        | 5  | 3 | 0   | 0   | 2 | 23:16 | 9      |
| 4.  | Südkorea       | 5  | 2 | 0   | 0   | 3 | 08:20 | 6      |
| 5.  | Rumänien       | 5  | 1 | 0   | 0   | 4 | 09:26 | 3      |
| 6.  | Litauen        | 5  | 0 | 0   | 0   | 5 | 07:21 | 0      |

Abkürzungen: Pl. = Platz, Sp = Spiele, S = Siege, OTS = Siege nach Verlängerung (Overtime) oder Penaltyschießen, OTN = Niederlagen nach Verlängerung oder Penaltyschießen, N = Niederlagen

Erläuterungen: Aufsteiger in die Top-Division, Absteiger in die Division IB

#### Division-IA-Aufstiegsmannschaften
| Division-IA-Aufsteiger Großbritannien | Oliver Betteridge, Ben Bowns, Johnny Curran, Robert Dowd, Nathanael Halbert, Mike Hammond, Sam Jones, Liam Kirk, Robert Lachowicz, Ben Lake, Evan Mosey, Matthew Myers, Cade Neilson, Ben O’Connor, Brett Perlini, Dave Phillips, Jonathan Phillips, Mark Richardson, Sam Ruopp, Joshua Tetlow, Joshua Waller, Jackson Whistle Trainer: Peter Russell                                                         |
| Division-IA-Aufsteiger Polen          | Bartosz Ciura, Paweł Dronia, Krystian Dziubiński, Bartosz Fraszko, Radosław Galant, Kamil Górny, Oskar Jaśkiewicz, Bartłomiej Jeziorski, Marcin Kolusz, Arkadiusz Kostek, Maciej Kruczek, Alan Łyszczarczyk, Maciej Miarka, Mateusz Michalski, John Murray, Dominik Paś, Grzegorz Pasiut, Filip Starzyński, Patryk Wajda, Kamil Wałęga, Patryk Wronka, David Zabolotny, Paweł Zygmunt Trainer: Róbert Kaláber |

### Gruppe B in Tallinn, Estland
Das Turnier der Gruppe B wurde vom 23. bis 29. April 2023 in der estnischen Hauptstadt Tallinn ausgetragen. Die Spiele fanden in der 5.840 Zuschauer fassenden Tondiraba jäähall statt. Insgesamt besuchten 19.336 Zuschauer die 15 Turnierspiele, was einem Schnitt von 1.289 pro Partie entspricht.
Den Turniersieg sicherten sich mit fünf Siegen aus ebenso vielen Spielen die Mannschaft aus Japan, die damit nach sieben Jahren in der Division IB wieder in der A-Gruppe aufstieg. Zuletzt hatten die Ostasiaten im Jahr 2016 in dieser Gruppe gespielt. Entscheidend für den Aufstieg waren die klaren Siege gegen die mitfavorisierten Ukrainer und Chinesen mit ihren zahlreichen eingebürgerten Nordamerikanern. Die gastgebenden Esten belegten den vierten Platz und sicherten sich damit ebenso den Klassenerhalt wie Aufsteiger Niederlande, dem dies trotz einer Niederlage gegen den späteren Absteiger Serbien gelang.
Mit 35 Toren war die Ukraine die treffsicherste Mannschaft des Wettbewerbs und stellte daher auch vier der fünf besten Punktesammler des Turniers. Oleksij Worona war mit 13 Punkten der Topscorer, während sein Teamkollege Ihor Mereschko ebenfalls 13-mal punktete, dabei allerdings zwei Tore weniger als Worona erzielte. Mereschko wurde als bester Verteidiger des Turniers ausgezeichnet. Unter den Offensivspielern erhielt der Japaner Yūshirō Hirano, der mit sieben Toren der torgefährlichste Angreifer war, die Auszeichnung. Sein Mannschaftskollege Yūta Narisawa, der unter allen Torhütern die höchste Fangquote und den geringsten Gegentorschnitt aufwies, wurde auf seiner Position mit dem individuellen Preis bedacht.
| 23. April 2023 12:30 Uhr (Ortszeit) | Niederlande D. Hofland (59:48) | 1:8 (0:2, 0:2, 1:4) Spielbericht | Japan K. Suzuki (15:33) J. Halliday (18:05) M. Furuhashi (22:09) T. Nakajima (39:38) S. Nakajima (40:13) T. Nakajima (45:07) Y. Hirano (45:26) T. Irikura (57:22) | Tondiraba jäähall, Tallinn Zuschauer: 150 |

| 23. April 2023 16:00 Uhr | Volksrepublik China C. Joe (20:49) B. Yip (26:34) T. Wong (35:47) J. Chelios (38:45) C. Kane (62:32) | 5:4 n. V. (0:2, 4:0, 0:2, 1:0) Spielbericht | Ukraine O. Worona (6:19) O. Worona (19:15) I. Mereschko (46:33) O. Worona (55:49) | Tondiraba jäähall, Tallinn Zuschauer: 560 |

| 23. April 2023 19:30 Uhr | Serbien M. Đumić (42:42) | 1:2 n. P. (0:0, 0:1, 1:0, 0:0, 0:1) Spielbericht | Estland E. Slessarevski (31:37) K. Kombe (PS) | Tondiraba jäähall, Tallinn Zuschauer: 1.564 |

| 24. April 2023 12:30 Uhr | Japan C. Hanzawa (5:23) S. Hitosato (35:15) T. Nakajima (37:30) Y. Ōsawa (43:20) T. Nakajima (59:22) | 5:2 (1:2, 2:0, 2:0) Spielbericht | Volksrepublik China P. Foo (4:00) C. Kane (16:45) | Tondiraba jäähall, Tallinn Zuschauer: 280 |

| 24. April 2023 16:00 Uhr | Ukraine D. Tracht (26:27) W. Masur (28:47) W. Masur (44:28) A. Denyskin (47:06) O. Peressunko (49:39) D. Borodaj (54:19) I. Mereschko (57:37) | 7:0 (0:0, 2:0, 5:0) Spielbericht | Serbien | Tondiraba jäähall, Tallinn Zuschauer: 428 |

| 24. April 2023 19:30 Uhr | Estland M. Viitanen (4:12) K. Kombe (44:09) R. Rooba (50:00) M. Viitanen (58:43) | 4:2 (1:1, 0:0, 3:1) Spielbericht | Niederlande G. van Nes (19:26) K. van Gorp (53:57) | Tondiraba jäähall, Tallinn Zuschauer: 1.349 |

| 26. April 2023 12:30 Uhr | Niederlande T. van Soest (7:55) T. van Soest (10:41) M. Collard (15:44) K. van Gorp (32:08) O. Schöningh (38:30) G. van Nes (39:44) D. Hofland (52:26) | 7:2 (3:0, 3:2, 1:0) Spielbericht | Volksrepublik China P. Foo (33:06) C. Kane (38:21) | Tondiraba jäähall, Tallinn Zuschauer: 215 |

| 26. April 2023 16:00 Uhr | Japan Y. Hirano (1:51) K. Takagi (2:34) Y. Hirano (26:55) S. Hitosato (44:21) T. Nakajima (46:05) Y. Hirano (46:54) T. Nakajima (53:15) S. Nakajima (55:16) | 8:3 (2:0, 1:2, 5:1) Spielbericht | Serbien M. Popović (23:14) P. Podunavac (26:42) M. Dragović (40:46) | Tondiraba jäähall, Tallinn Zuschauer: 254 |

| 26. April 2023 19:30 Uhr | Ukraine I. Korentschuk (17:54) P. Panhelow-Juldaschew (21:37) W. Ljalka (31:29) P. Panhelow-Juldaschew (38:12) I. Korentschuk (38:58) W. Masur (42:28) D. Tracht (44:54) | 7:4 (1:1, 4:1, 2:2) Spielbericht | Estland K. Parras (11:37) R. Rooba (33:34) A. Aleksandrov (44:33) R. Rooba (48:20) | Tondiraba jäähall, Tallinn Zuschauer: 3.001 |

| 27. April 2023 12:30 Uhr | Volksrepublik China P. Foo (8:10) J. Chelios (14:28) C. Kane (23:15) L. Lockhart (39:37) J. Fram (50:01) | 5:0 (2:0, 2:0, 1:0) Spielbericht | Serbien | Tondiraba jäähall, Tallinn Zuschauer: 123 |

| 27. April 2023 16:00 Uhr | Ukraine I. Korentschuk (1:49) I. Korentschuk (8:08) D. Tracht (11:53) D. Nimenko (18:52) D. Tracht (20:32) I. Mereschko (22:07) N. Ruschnikow (22:59) A. Denyskin (31:38) J. Pantschenko (36:11) O. Worona (38:04) A. Denyskin (44:34) I. Korentschuk (49:27) D. Tracht (50:17) D. Tracht (58:04) | 14:2 (4:1, 6:1, 4:0) Spielbericht | Niederlande J. Verkiel (12:39) G. van Nes (36:02) | Tondiraba jäähall, Tallinn Zuschauer: 729 |

| 27. April 2023 19:30 Uhr | Estland M. Viitanen (24:56) | 1:3 (0:1, 1:2, 0:0) Spielbericht | Japan S. Hitosato (6:38) J. Halliday (24:47) Y. Hirano (35:43) | Tondiraba jäähall, Tallinn Zuschauer: 2.432 |

| 29. April 2023 12:30 Uhr | Serbien M. Đumić (10:05) N. Vučurević (52:32) N. Vučurević (PS) | 3:2 n. P. (1:1, 0:1, 1:0, 0:0, 1:0) Spielbericht | Niederlande G. van Nes (8:13) J. Verkiel (29:16) | Tondiraba jäähall, Tallinn Zuschauer: 315 |

| 29. April 2023 16:00 Uhr | Estland K. Parras (28:06) R. Arrak (54:52) | 2:5 (0:3, 1:0, 1:2) Spielbericht | Volksrepublik China S. Foo (1:13) L. Lockhart (7:04) J. Fram (15:37) S. Foo (40:25) S. Foo (44:45) | Tondiraba jäähall, Tallinn Zuschauer: 4.066 |

| 29. April 2023 19:30 Uhr | Japan K. Suzuki (7:58) Y. Hirano (19:29) Y. Hirano (29:04) K. Takagi (29:25) K. Ōtsu (40:46) | 5:3 (2:0, 2:0, 1:3) Spielbericht | Ukraine O. Worona (45:12) W. Ljalka (52:45) I. Korentschuk (56:33) | Tondiraba jäähall, Tallinn Zuschauer: 3.870 |

| Pl. |                     | Sp | S | OTS | OTN | N | Tore  | Punkte |
| --- | ------------------- | -- | - | --- | --- | - | ----- | ------ |
| 1.  | Japan               | 5  | 5 | 0   | 0   | 0 | 29:10 | 15     |
| 2.  | Ukraine             | 5  | 3 | 0   | 1   | 1 | 35:16 | 10     |
| 3.  | Volksrepublik China | 5  | 2 | 1   | 0   | 2 | 19:18 | 8      |
| 4.  | Estland             | 5  | 1 | 1   | 0   | 3 | 13:18 | 5      |
| 5.  | Niederlande         | 5  | 1 | 0   | 1   | 3 | 14:31 | 4      |
| 6.  | Serbien             | 5  | 0 | 1   | 1   | 3 | 07:24 | 3      |

Abkürzungen: Pl. = Platz, Sp = Spiele, S = Siege, OTS = Siege nach Verlängerung (Overtime) oder Penaltyschießen, OTN = Niederlagen nach Verlängerung oder Penaltyschießen, N = Niederlagen

Erläuterungen: Aufsteiger in die Division IA, Absteiger in die Division IIA

#### Division-IB-Siegermannschaft
| Division-IB-Aufsteiger Japan | Yutaka Fukufuji, Makuru Furuhashi, Jiei Halliday, Chikara Hanzawa, Seiya Hayata, Yūshirō Hirano, Shigeki Hitosato, Taiga Irikura, Riku Ishida, Shōgo Nakajima, Teruto Nakajima, Yūta Narisawa, Yūto Ōsawa, Kōsuke Ōtsu, Yusei Ōtsu, Hiroto Satō, Kōhei Satō, Kento Suzuki, Kenta Takagi, Yutaka Toko, Kotarō Yamada, Kōki Yoneyama Trainer: Perry Pearn |

### Auf- und Abstieg
| Absteiger in die Division IA:   | Slowenien, Ungarn     |
| Aufsteiger in die Top-Division: | Großbritannien, Polen |
| Absteiger in die Division IB:   | Litauen               |
| Aufsteiger in die Division IA:  | Japan                 |
| Absteiger in die Division IIA:  | Serbien               |
| Aufsteiger in die Division IB:  | Spanien               |

## Division II

### Gruppe A in Madrid, Spanien
Das Turnier der Gruppe A wurde vom 16. bis 22. April 2023 in der spanischen Landeshauptstadt Madrid ausgetragen. Die Spiele fanden in der 1.602 Zuschauer fassenden Pista de Hielo de Madrid statt. Insgesamt besuchten 8.139 Zuschauer die 15 Turnierspiele, was einem Schnitt von 543 pro Partie entspricht.
Die spanische Mannschaft sicherte sich beim Heimturnier ohne Punktverlust den Aufstieg und qualifizierte sich damit erstmals seit 2011 wieder für ein Turnier in der Division I. In einem spannenden Abstiegsfinale zogen die Isländer in einem Dreiervergleich mit den punktgleichen Australien und Israel den Kürzeren und mussten zunächst den sportlichen Gang in die B-Gruppe hinnehmen. Entscheidend war der Treffer des Israelis Ilya Spektor zum 7:3-Endstand 38 Sekunden vor dem Ende des Spiels gegen Island, der dem Team aus dem Nahen Osten den Klassenerhalt sicherte.
Nach Abschluss der Weltmeisterschaften wurde das georgische Team zum Absteiger in die Division IIB erklärt.
| 16. April 2023 12:30 Uhr (Ortszeit) | Georgien A. Kurbatow (2:42) I. Marow (10:19) D. Slessarew (26:04) N. Bukija (56:04) | 4:1 (2:0, 1:1, 1:0) Spielbericht | Island K. Arnarsson (31:08) | Pista de Hielo de Madrid, Madrid Zuschauer: 77 |

| 16. April 2023 16:00 Uhr | Australien D. Pataky (30:17) C. Kubara (31:14) R. Haselhurst (33:39) T. Newmark (38:59) | 4:6 (0:3, 4:2, 0:1) Spielbericht | Kroatien L. Jović (2:04) L. Mikulić (4:53) B. Rendulić (11:06) V. Idžan (21:04) J. Smolec (37:43) B. Rendulić (58:30) | Pista de Hielo de Madrid, Madrid Zuschauer: 117 |

| 16. April 2023 19:30 Uhr | Spanien L. Basile (4:30) J. de Bonilla (10:12) G. González (22:07) B. Baldris (23:50) D. Donath (25:01) J. Muratet (36:03) J. Muñoz (37:18) J. Capillas (47:39) | 8:2 (2:0, 5:1, 1:1) Spielbericht | Israel I. Spektor (22:29) M. Khubashvili (57:40) | Pista de Hielo de Madrid, Madrid Zuschauer: 1.150 |

| 17. April 2023 12:30 Uhr | Kroatien D. Vedlin (1:22) P. Dobrić (8:39) N. Cavlović (30:27) B. Idžan (33:53) D. Čanić (37:26) V. Idžan (44:03) | 6:2 (2:0, 3:1, 1:1) Spielbericht | Island J. Leifsson (28:58) E. Alengård (46:36) | Pista de Hielo de Madrid, Madrid Zuschauer: 64 |

| 17. April 2023 16:00 Uhr | Israel Y. Raskin (10:58) A. Milner (12:59) I. Spektor (23:22) | 3:7 (2:1, 1:3, 0:3) Spielbericht | Georgien O. Obolgogiani (19:40) B. Kotschkin (21:04) A. Kurbatow (27:57) I. Karelin (28:18) I. Karelin (44:31) I. Karelin (58:11) N. Bukija (59:05) | Pista de Hielo de Madrid, Madrid Zuschauer: 76 |

| 17. April 2023 19:30 Uhr | Spanien J. de Bonilla (13:45) J. Capillas (15:30) A. Carbonell (20:38) A. Carbonell (22:56) G. González (35:32) G. González (37:19) A. Carbonell (46:15) A. Burgos (51:25) | 8:1 (2:0, 4:0, 2:1) Spielbericht | Australien V. Virjassov (50:46) | Pista de Hielo de Madrid, Madrid Zuschauer: 967 |

| 19. April 2023 12:30 Uhr | Kroatien B. Rendulić (0:54) L. Jarčov (4:08) L. Mikulić (9:21) D. Čanić (17:31) V. Idžan (23:26) A. Dimitrijević (28:18) L. Bezuk (37:11) B. Rendulić (39:05) L. Mikulić (55:57) K. Marinković (56:36) K. Marinković (59:26) D. Kanaet (59:38) | 12:1 (4:1, 4:0, 4:0) Spielbericht | Israel A. Milner (16:00) | Pista de Hielo de Madrid, Madrid Zuschauer: 256 |

| 19. April 2023 16:00 Uhr | Australien M. Caruana (11:42) V. Virjassov (32:10) | 2:4 (1:1, 1:0, 0:3) Spielbericht | Island N. Hafsteinsson (15:21) A. Mikaelsson (55:03) A. Mikaelsson (57:13) J. Leifsson (59:24) | Pista de Hielo de Madrid, Madrid Zuschauer: 237 |

| 19. April 2023 19:30 Uhr | Spanien D. Donath (26:07) J. Muratet (59:59) | 2:0 (0:0, 1:0, 1:0) Spielbericht | Georgien | Pista de Hielo de Madrid, Madrid Zuschauer: 1.169 |

| 21. April 2023 12:30 Uhr | Israel D. Mazour (29:41) | 1:7 (0:2, 1:3, 0:2) Spielbericht | Australien J. Kennedy (3:44) M. Caruana (17:48) M. Caruana (25:16) M. Caruana (35:27) V. Virjassov (39:30) R. Malloy (51:41) R. Malloy (58:43) | Pista de Hielo de Madrid, Madrid Zuschauer: 374 |

| 21. April 2023 16:00 Uhr | Georgien N. Bukija (8:52) D. Slessarew (27:19) I. Karelin (42:42) O. Obolgogiani (44:23) I. Schartschow (45:50) W. Dsiow (55:57) | 6:0 (1:0, 1:0, 4:0) Spielbericht | Kroatien | Pista de Hielo de Madrid, Madrid Zuschauer: 197 |

| 21. April 2023 19:30 Uhr | Island G. Arason (13:05) H. Jóhannsson (28:56) K. Arnarsson (43:52) U. Rúnarsson (59:22) | 4:7 (1:2, 1:2, 2:3) Spielbericht | Spanien D. Donath (5:33) A. Encinar (14:31) J. Muñoz (23:41) I. Granell (28:26) B. Baldris (42:53) A. Torralba (48:16) I. Granell (52:58) | Pista de Hielo de Madrid, Madrid Zuschauer: 1.500 |

| 22. April 2023 12:30 Uhr | Australien M. Caruana (15:19) C. Todd (58:29) | 2:3 (1:0, 0:3, 1:0) Spielbericht | Georgien D. Jermoschenko (27:28) I. Karelin (31:50) I. Karelin (34:28) | Pista de Hielo de Madrid, Madrid Zuschauer: 195 |

| 22. April 2023 16:00 Uhr | Island A. Mikaelsson (12:51) G. Arason (22:02) H. Jóhannsson (31:25) | 3:7 (1:1, 2:4, 0:2) Spielbericht | Israel D. Levin (2:05) R. Aharonovich (23:52) D. Levin (30:56) A. Milner (36:17) A. Milner (39:23) A. Milner (49:17) I. Spektor (59:22) | Pista de Hielo de Madrid, Madrid Zuschauer: 260 |

| 22. April 2023 19:30 Uhr | Kroatien L. Jarčov (7:24) B. Kegalj (10:06) | 2:5 (2:1, 0:1, 0:3) Spielbericht | Spanien D. Donath (11:18) G. González (20:33) D. Donath (53:06) O. Rubio (57:20) J. Muratet (58:06) | Pista de Hielo de Madrid, Madrid Zuschauer: 1.500 |

| Pl. |            | Sp | S | OTS | OTN | N | Tore  | Punkte |
| --- | ---------- | -- | - | --- | --- | - | ----- | ------ |
| 1.  | Spanien    | 5  | 5 | 0   | 0   | 0 | 30:09 | 15     |
| 2.  | Georgien   | 5  | 4 | 0   | 0   | 1 | 20:08 | 12     |
| 3.  | Kroatien   | 5  | 3 | 0   | 0   | 2 | 26:18 | 9      |
| 4.  | Australien | 5  | 1 | 0   | 0   | 4 | 16:22 | 3      |
| 5.  | Israel     | 5  | 1 | 0   | 0   | 4 | 14:37 | 3      |
| 6.  | Island     | 5  | 1 | 0   | 0   | 4 | 14:26 | 3      |

Abkürzungen: Pl. = Platz, Sp = Spiele, S = Siege, OTS = Siege nach Verlängerung (Overtime) oder Penaltyschießen, OTN = Niederlagen nach Verlängerung oder Penaltyschießen, N = Niederlagen

Erläuterungen: Aufsteiger in die Division IB, Absteiger in die Division IIB

#### Division-IIA-Siegermannschaft
| Division-IIA-Aufsteiger Spanien | Bruno Baldris, Raul Barbo, Luca Basile, Jaime de Bonilla, Alejandro Burgos, Unai Calvo, Jaime Capillas, Alejandro Carbonell, Dorian Donath, Alfred Encinar, Ismael Escartín, Pablo Fernández, Alfonso García, Gastón González, Ignacio Granell, Arturo Guerra, Juan Muñoz, Joaquim Muratet, Sergi Reina, Oriol Rubio, Adrian Torralba, Pablo Zaballa Trainer: Luciano Basile |

### Gruppe B in Istanbul, Türkei
Das Turnier der Gruppe B wurde vom 17. bis 23. April 2023 in der türkischen Metropole Istanbul ausgetragen. Die Spiele fanden im Zeytinburnu Buz Pateni Salonu („Eislaufhalle Zeytinburnu“) statt. Insgesamt besuchten 2.175 Zuschauer die 15 Turnierspiele, was einem Schnitt von 145 pro Partie entspricht.
Der Mannschaft der Vereinigten Arabischen Emirate gelang als Aufsteiger ungeschlagen der direkte Durchmarsch. Entscheidend für den erstmaligen Aufstieg in die A-Gruppe der Division II war der knappe 4:3-Erfolg der mit vielen eingebürgerten Osteuropäern gespickten Araber gegen die später zweitplatzierten Belgier. Die mexikanische Mannschaft blieb dagegen punktlos und musste damit erstmals seit 2005 wieder in die Division III absteigen.
| 17. April 2023 13:00 Uhr (Ortszeit) | Neuseeland R. Vortanov (49:57) | 1:4 (0:0, 0:1, 1:3) Spielbericht | Belgien B. Kolyasnikov (29:21) B. Coolen (45:58) B. van den Bogaert (53:43) S. Verelst (54:02) | Zeytinburnu Buz Pateni Salonu, Istanbul Zuschauer: 51 |

| 17. April 2023 16:30 Uhr | Bulgarien J. Gatschew (5:00) M. Nakow (27:58) M. Wassilew (30:23) M. Wassilew (55:35) | 4:2 (1:1, 2:0, 1:1) Spielbericht | Mexiko H. Majul (1:51) A. Tapia (44:01) | Zeytinburnu Buz Pateni Salonu, Istanbul Zuschauer: 63 |

| 17. April 2023 20:00 Uhr | Türkei | 0:8 (0:3, 0:4, 0:1) Spielbericht | Vereinigte Arabische Emirate M. Sacharau (7:57) A. Klawdijew (11:11) S. Kusnezow (11:50) I. Tschuikow (23:17) S. Kusnezow (25:27) I. Tschuikow (30:20) M. Sacharau (37:53) M. Sacharau (55:02) | Zeytinburnu Buz Pateni Salonu, Istanbul Zuschauer: 85 |

| 18. April 2023 13:00 Uhr | Bulgarien A. Jotow (1:31) M. Wassilew (9:52) A. Jotow (17:19) W. Dikow (18:31) D. Dilkow (40:49) A. Jotow (48:31) D. Dilkow (49:44) | 7:2 (4:0, 0:0, 3:2) Spielbericht | Neuseeland R. Vortanov (48:52) J. Challis (59:15) | Zeytinburnu Buz Pateni Salonu, Istanbul Zuschauer: 63 |

| 18. April 2023 16:30 Uhr | Belgien I. Steyaert (25:59) I. Steyaert (47:50) V. Gyesbreghs (55:25) | 3:4 (0:2, 1:2, 2:0) Spielbericht | Vereinigte Arabische Emirate A. Al Hadad (1:37) I. Tschuikow (4:53) S. Kusnezow (21:59) A. Ussenka (25:08) | Zeytinburnu Buz Pateni Salonu, Istanbul Zuschauer: 78 |

| 18. April 2023 20:00 Uhr | Mexiko | 0:5 (0:3, 0:1, 0:1) Spielbericht | Türkei O. Meydancı (9:09) İ. Gökçen (15:59) S. Kavaz (17:21) E. Faner (25:58) F. Tayğar (49:25) | Zeytinburnu Buz Pateni Salonu, Istanbul Zuschauer: 185 |

| 20. April 2023 13:00 Uhr | Neuseeland J. Louw (2:38) | 1:7 (1:1, 0:4, 0:2) Spielbericht | Vereinigte Arabische Emirate M. Sacharau (4:40) J. Al Dhaheri (25:25) S. Kusnezow (26:30) A. Klawdijew (29:54) I. Tschuikow (34:56) M. Sacharau (46:57) S. Kusnezow (48:01) | Zeytinburnu Buz Pateni Salonu, Istanbul Zuschauer: 54 |

| 20. April 2023 16:30 Uhr | Belgien V. Gyesbreghs (9:10) S. Verelst (12:57) R. Cuylen (14:48) B. Coolen (15:31) V. Gyesbreghs (20:35) A. James (24:57) B. van den Bogaert (34:55) S. Bosmans (36:20) D. Blockx (40:38) B. van den Bogaert (51:25) S. Verelst (52:15) | 11:2 (4:0, 4:2, 3:0) Spielbericht | Mexiko T. Chávez (22:46) H. Majul (39:59) | Zeytinburnu Buz Pateni Salonu, Istanbul Zuschauer: 45 |

| 20. April 2023 20:00 Uhr | Bulgarien M. Nakow (15:58) T. Georgiew (22:19) N. Tschaljow (34:36) D. Dilkow (59:42) K. Dikow (59:46) | 5:3 (1:0, 2:0, 2:3) Spielbericht | Türkei Y. Karş (43:30) Ö. Karş (46:12) O. Karakoç (51:24) | Zeytinburnu Buz Pateni Salonu, Istanbul Zuschauer: 280 |

| 21. April 2023 13:00 Uhr | Mexiko D. Valencia (9:13) D. Cuellar (40:11) | 2:7 (1:2, 0:3, 1:2) Spielbericht | Neuseeland N. Craig (14:01) O. Kozák (17:47) N. Henderson (26:14) J. Orr (32:16) F. Ellis (37:00) O. Kozák (40:35) L. Dallimore (46:44) | Zeytinburnu Buz Pateni Salonu, Istanbul Zuschauer: 43 |

| 21. April 2023 16:30 Uhr | Vereinigte Arabische Emirate A. Al Humaidi (7:36) A. Klawdijew (19:59) A. Ussenka (22:31) A. Ussenka (22:47) I. Tschuikow (27:47) T. Bensammoud (31:38) A. Klawdijew (34:25) | 7:2 (2:0, 5:1, 0:1) Spielbericht | Bulgarien M. Wassilew (29:42) A. Jotow (50:52) | Zeytinburnu Buz Pateni Salonu, Istanbul Zuschauer: 87 |

| 21. April 2023 20:00 Uhr | Türkei O. Meydancı (1:27) A. Hars (1:39) | 2:9 (2:2, 0:4, 0:3) Spielbericht | Belgien V. Gyesbreghs (5:32) A. James (9:11) S. Verelst (23:36) D. Blockx (26:12) A. James (31:15) J. Versin (35:16) B. Coolen (49:11) V. Gyesbreghs (49:52) S. Verelst (59:17) | Zeytinburnu Buz Pateni Salonu, Istanbul Zuschauer: 428 |

| 23. April 2023 13:00 Uhr | Vereinigte Arabische Emirate S. Kusnezow (0:59) L. Vukoja (9:35) A. Klawdijew (19:13) M. Al Dhaheri (38:11) M. Sacharau (45:20) A. Klawdijew (45:32) S. Kusnezow (48:00) J. Al Dhaheri (51:18) J. Al Dhaheri (53:59) | 9:4 (3:0, 1:2, 5:2) Spielbericht | Mexiko A. Tapia (20:32) A. Apud (32:19) E. Valencia (48:26) D. Cuellar (57:28) | Zeytinburnu Buz Pateni Salonu, Istanbul Zuschauer: 48 |

| 23. April 2023 16:30 Uhr | Belgien A. James (11:20) D. Blockx (16:33) S. Verelst (30:26) B. van den Bogaert (35:11) D. Blockx (50:24) B. Coolen (51:49) | 6:1 (2:0, 2:1, 2:0) Spielbericht | Bulgarien N. Tschaljow (21:50) | Zeytinburnu Buz Pateni Salonu, Istanbul Zuschauer: 55 |

| 23. April 2023 20:00 Uhr | Neuseeland J. Orr (1:02) N. Henderson (8:21) J. Challis (18:32) D. Nicholls (18:58) | 4:2 (4:0, 0:0, 0:2) Spielbericht | Türkei F. Bakal (50:01) F. Bakal (58:56) | Zeytinburnu Buz Pateni Salonu, Istanbul Zuschauer: 610 |

| Pl. |                              | Sp | S | OTS | OTN | N | Tore  | Punkte |
| --- | ---------------------------- | -- | - | --- | --- | - | ----- | ------ |
| 1.  | Vereinigte Arabische Emirate | 5  | 5 | 0   | 0   | 0 | 35:10 | 15     |
| 2.  | Belgien                      | 5  | 4 | 0   | 0   | 1 | 33:10 | 12     |
| 3.  | Bulgarien                    | 5  | 3 | 0   | 0   | 2 | 19:20 | 9      |
| 4.  | Neuseeland                   | 5  | 2 | 0   | 0   | 3 | 15:22 | 6      |
| 5.  | Türkei                       | 5  | 1 | 0   | 0   | 4 | 12:26 | 3      |
| 6.  | Mexiko                       | 5  | 0 | 0   | 0   | 5 | 10:36 | 0      |

Abkürzungen: Pl. = Platz, Sp = Spiele, S = Siege, OTS = Siege nach Verlängerung (Overtime) oder Penaltyschießen, OTN = Niederlagen nach Verlängerung oder Penaltyschießen, N = Niederlagen

Erläuterungen: Aufsteiger in die Division IIA, Absteiger in die Division IIIA

#### Division-IIB-Siegermannschaft
| Division-IIB-Aufsteiger Vereinigte Arabische Emirate | Saif Al Ameri, Faisal Al Baloushi, Ahmed Al Dhaheri, Juma Al Dhaheri, Mohammed Al Dhaheri, Ali Al Hadad, Abdulla Al Humaidi, Khalifa Al Mahrouqi, Eissa Al Muhairbi, Älichan Bassajew, Talal Bensammoud, Artjom Klawdijew, Sergei Kusnezow, Nils Remess, Maksim Sacharau, Dsmitryj Schapawalau, Mate Tomljenović, Ilja Tschuikow, Aljaksandr Ussenka, Luka Vukoja Trainer: Dave Rich |

### Auf- und Abstieg
| Absteiger in die Division IIA:  | Serbien                      |
| Aufsteiger in die Division IB:  | Spanien                      |
| Absteiger in die Division IIB:  | Georgien                     |
| Aufsteiger in die Division IIA: | Vereinigte Arabische Emirate |
| Absteiger in die Division IIIA: | Mexiko                       |
| Aufsteiger in die Division IIB: | Republik China (Taiwan)      |

## Division III

### Gruppe A in Kapstadt, Südafrika
Das Turnier der Gruppe A der Division III wurde vom 17. bis 23. April 2023 in der südafrikanischen Metropole Kapstadt ausgetragen. Die Spiele fanden im 2.800 Zuschauer fassenden Grand West Ice Station statt. Insgesamt besuchten 1.815 Zuschauer die zehn Turnierspiele, was ein Schnitt von 181 pro Partie entspricht.
Der Mannschaft aus der Republik China gelang ohne Punktverlust der erstmalige Aufstieg in die Division II. Da Nordkorea, das für diese Gruppe startberechtigt gewesen wäre, keine Mannschaft meldete, gab es keinen sportlichen Absteiger.
| 17. April 2023 16:00 Uhr (Ortszeit) | Thailand R. Sukwiboon (27:36) J. Isaksson (49:36) | 2:11 (0:3, 1:3, 1:5) Spielbericht | Republik China (Taiwan) Shen Y.-l. (12:51) Chou H.-l. (14:35) Lin H.-j. (18:29) Yu S.-y. (25:05) Chang H.-y. (26:24) Lin H.-j. (36:28) Yu S.-y. (42:12) Lin H.-j. (45:26) Lin H.-j. (48:36) Wang P.-h. (54:48) Chang H.-y. (55:54) | Grand West Ice Station, Kapstadt Zuschauer: 30 |

| 17. April 2023 20:00 Uhr | Turkmenistan B. Döwletmyradow (1:02) P. Barkowskiý (8:26) A. Nuryýew (10:57) M. Kakaýew (40:28) A. Geldimyradow (51:43) B. Döwletmyradow (55:53) | 6:9 (3:0, 0:4, 3:5) Spielbericht | Südafrika J.-M. van Doesburgh (20:44) D. Magmoed (28:58) U. Samaai (34:54) R. Venter (35:49) U. Samaai (44:46) D. Magmoed (45:10) U. Samaai (52:19) J.-M. van Doesburgh (53:06) D. Schuurman (58:09) | Grand West Ice Station, Kapstadt Zuschauer: 300 |

| 18. April 2023 20:00 Uhr | Luxemburg K. Grönlund (32:57) C. Cannon (53:56) | 2:10 (0:2, 1:5, 1:3) Spielbericht | Thailand C. Limpinphet (4:45) J. Isaksson (12:18) J. Isaksson (22:35) M. Kitayama (25:18) H. Nagayama (33:22) J. Isaksson (34:51) P. Khuhakaew (35:04) M. Kitayama (46:23) M. Kitayama (48:05) R. Sukwiboon (49:35) | Grand West Ice Station, Kapstadt Zuschauer: 51 |

| 19. April 2023 16:00 Uhr | Luxemburg C. Cannon (32:57) | 1:4 (0:1, 1:3, 0:0) Spielbericht | Turkmenistan A. Nuryýew (8:25) P. Barkowskiý (28:31) A. Geldimyradow (31:12) D. Hydyrow (37:22) | Grand West Ice Station, Kapstadt Zuschauer: 40 |

| 19. April 2023 20:00 Uhr | Republik China (Taiwan) Lin Y.-c. (21:44) Yang C.-h. (36:36) Yang C.-h. (39:25) Lin H.-j. (48:55) Pan Y.-c. (49:11) Lin H.-j. (50:46) | 6:1 (0:0, 3:1, 3:0) Spielbericht | Südafrika U. Samaai (37:50) | Grand West Ice Station, Kapstadt Zuschauer: 300 |

| 20. April 2023 20:00 Uhr | Thailand P. Thanakroekkiat (47:38) J. Isaksson (53:51) J. Isaksson (56:44) | 3:6 (0:0, 0:3, 3:3) Spielbericht | Turkmenistan A. Geldimyradow (24:00) Ö. Esenow (25:16) A. Nuryýew (29:59) N. Baýhanow (41:02) B. Baýmyradow (49:54) B. Baýmyradow (59:32) | Grand West Ice Station, Kapstadt Zuschauer: 30 |

| 21. April 2023 16:00 Uhr | Republik China (Taiwan) Chou H.-l. (2:23) Lin Y.-c. (4:38) Yang C.-h. (7:20) Shen Y.-c. (7:35) Yang C.-h. (9:44) Shen Y.-l. (14:39) Shen Y.-c. (24:03) Lin J.-y. (34:27) Lin J.-y. (48:25) Lin J.-y. (52:51) | 10:0 (6:0, 2:0, 2:0) Spielbericht | Luxemburg | Grand West Ice Station, Kapstadt Zuschauer: 27 |

| 21. April 2023 20:00 Uhr | Südafrika L. Carelse (15:36) M. Giot (37:36) | 2:5 (1:2, 1:1, 0:2) Spielbericht | Thailand J. Isaksson (6:21) J. Isaksson (9:40) J. Isaksson (27:17) K. Kindborn (42:56) P. Khuhakaew (48:17) | Grand West Ice Station, Kapstadt Zuschauer: keine Angabe |

| 23. April 2023 14:00 Uhr | Turkmenistan A. Aganyýazow (59:56) | 1:3 (0:0, 0:2, 1:1) Spielbericht | Republik China (Taiwan) Chen K.-t. (32:33) Wen P.-a. (33:06) Yang C.-h. (51:13) | Grand West Ice Station, Kapstadt Zuschauer: 150 |

| 23. April 2023 18:00 Uhr | Südafrika D. Magmoed (11:07) D. Schuurman (31:37) L. Carelse (37:47) D. Magmoed (47:38) | 4:0 (1:0, 2:0, 1:0) Spielbericht | Luxemburg | Grand West Ice Station, Kapstadt Zuschauer: 1.000 |

| Pl. |                         | Sp | S | OTS | OTN | N | Tore  | Punkte |
| 1.  | Republik China (Taiwan) | 4  | 4 | 0   | 0   | 0 | 30:04 | 12     |
| 2.  | Turkmenistan            | 4  | 2 | 0   | 0   | 2 | 17:16 | 6      |
| 3.  | Südafrika               | 4  | 2 | 0   | 0   | 2 | 16:17 | 6      |
| 4.  | Thailand                | 4  | 2 | 0   | 0   | 2 | 20:21 | 6      |
| 5.  | Luxemburg               | 4  | 0 | 0   | 0   | 4 | 03:28 | 0      |
| –   | Nordkorea               | –  | – | –   | –   | – | –0:0– | –      |

Abkürzungen: Pl. = Platz, Sp = Spiele, S = Siege, OTS = Siege nach Verlängerung (Overtime) oder Penaltyschießen, OTN = Niederlagen nach Verlängerung oder Penaltyschießen, N = Niederlagen

Erläuterungen: Aufsteiger in die Division IIB, Teilnahmeverzicht und Absteiger in die Division IIIB

#### Division-IIIA-Siegermannschaft
| Division-IIIA-Aufsteiger Republik China (Taiwan) | Chang Han-yuan, Chen Kuan-ting, Chou Hung-li, Chuang Ho-yun, Hsiao Po-yu, Kuei Fu-hsiang, Lin Ching, Lin Hung-ju, Lin Jui-yu, Lin Yo-chen, Pan Yi-cheng, Sang Chou-en, Shen Yen-chin, Shen Yen-lin, Shih Kuan-yu, Wang Po-hsiang, Wen Pei-an, Yang Chang-hsing, Yang Chang-lin, Yu Sung-yin Trainer: Weng To |

### Gruppe B in Sarajevo, Bosnien und Herzegowina
Das Turnier der Gruppe B der Division III wurde vom 27. Februar bis 5. März 2023 in der bosnisch-herzegowinischen Hauptstadt Sarajevo ausgetragen. Die Spiele fanden in der 5.616 Zuschauer fassenden Dvorana Mirza Delibašić statt. Insgesamt besuchten 4.585 Zuschauer die 15 Turnierspiele, was einem Schnitt von 306 Besuchern pro Spiel entspricht.
Der Vorjahresaufsteiger Malaysia stand nach vier zweistelligen Niederlagen bereits vor dem letzten Spiel als sofortiger Wiederabsteiger fest. Ebenso deutlich gelang Mitaufsteiger Kirgisistan mit fünf zweistelligen Siegen und einem Torverhältnis von 76:5 der direkte Durchmarsch in die A-Gruppe.
| 27. Februar 2023 13:00 Uhr (Ortszeit) | Kirgisistan | 14:2 (7:1, 5:1, 2:0) Spielbericht | Singapur | Dvorana Mirza Delibašić, Sarajevo Zuschauer: 69 |

| 27. Februar 2023 16:30 Uhr | Malaysia | 4:14 (1:3, 0:7, 3:4) Spielbericht | Iran | Dvorana Mirza Delibašić, Sarajevo Zuschauer: 55 |

| 27. Februar 2023 20:00 Uhr | Bosnien und Herzegowina | 6:5 n. P. (1:2, 2:3, 2:0, 0:0, 1:0) Spielbericht | Hongkong | Dvorana Mirza Delibašić, Sarajevo Zuschauer: 800 |

| 28. Februar 2023 13:00 Uhr | Singapur | 10:0 (2:0, 5:0, 3:0) Spielbericht | Malaysia | Dvorana Mirza Delibašić, Sarajevo Zuschauer: 100 |

| 28. Februar 2023 16:30 Uhr | Hongkong | 11:1 (3:0, 5:0, 3:1) Spielbericht | Iran | Dvorana Mirza Delibašić, Sarajevo Zuschauer: 47 |

| 28. Februar 2023 20:00 Uhr | Kirgisistan | 10:1 (3:0, 4:0, 3:1) Spielbericht | Bosnien und Herzegowina | Dvorana Mirza Delibašić, Sarajevo Zuschauer: 168 |

| 2. März 2023 13:00 Uhr | Hongkong | 7:6 n. V. (1:2, 1:2, 4:2, 1:0) Spielbericht | Singapur | Dvorana Mirza Delibašić, Sarajevo Zuschauer: 101 |

| 2. März 2023 16:30 Uhr | Kirgisistan | 22:0 (7:0, 10:0, 5:0) Spielbericht | Malaysia | Dvorana Mirza Delibašić, Sarajevo Zuschauer: 87 |

| 2. März 2023 20:00 Uhr | Bosnien und Herzegowina | 9:2 (1:1, 3:1, 5:0) Spielbericht | Iran | Dvorana Mirza Delibašić, Sarajevo Zuschauer: 569 |

| 3. März 2023 13:00 Uhr | Malaysia | 1:16 (1:3, 0:6, 0:7) Spielbericht | Hongkong | Dvorana Mirza Delibašić, Sarajevo Zuschauer: 57 |

| 3. März 2023 16:30 Uhr | Iran | 0:18 (0:7, 0:4, 0:7) Spielbericht | Kirgisistan | Dvorana Mirza Delibašić, Sarajevo Zuschauer: 49 |

| 3. März 2023 20:00 Uhr | Singapur | 2:8 (0:2, 1:4, 1:2) Spielbericht | Bosnien und Herzegowina | Dvorana Mirza Delibašić, Sarajevo Zuschauer: 850 |

| 5. März 2023 13:00 Uhr | Iran | 2:11 (1:5, 0:4, 1:2) Spielbericht | Singapur | Dvorana Mirza Delibašić, Sarajevo Zuschauer: 64 |

| 5. März 2023 16:30 Uhr | Hongkong | 2:12 (1:4, 1:4, 0:4) Spielbericht | Kirgisistan | Dvorana Mirza Delibašić, Sarajevo Zuschauer: 112 |

| 5. März 2023 20:00 Uhr | Bosnien und Herzegowina | 15:1 (5:1, 4:0, 6:0) Spielbericht | Malaysia | Dvorana Mirza Delibašić, Sarajevo Zuschauer: 1.457 |

| Pl. |                         | Sp | S | OTS | OTN | N | Tore  | Punkte |
| 1.  | Kirgisistan             | 5  | 5 | 0   | 0   | 0 | 76:05 | 15     |
| 2.  | Bosnien und Herzegowina | 5  | 3 | 1   | 0   | 1 | 39:20 | 11     |
| 3.  | Hongkong                | 5  | 2 | 1   | 1   | 1 | 41:26 | 9      |
| 4.  | Singapur                | 5  | 2 | 0   | 1   | 2 | 31:30 | 7      |
| 5.  | Iran                    | 5  | 1 | 0   | 0   | 4 | 19:53 | 3      |
| 6.  | Malaysia                | 5  | 0 | 0   | 0   | 5 | 05:77 | 0      |

Abkürzungen: Pl. = Platz, Sp = Spiele, S = Siege, OTS = Siege nach Verlängerung (Overtime) oder Penaltyschießen, OTN = Niederlagen nach Verlängerung oder Penaltyschießen, N = Niederlagen

Erläuterungen: Aufsteiger in die Division IIIA, Absteiger in die Division IV

#### Division-IIIB-Siegermannschaft
| Division-IIIB-Aufsteiger Kirgisistan | Islambek Abdyrajew, Adil Bekmuratow, Sultan Ismanow, Jernasar Issamatow, Georgi Fitissenko, Maxim Jegorow, Aidar Kaschajew, Adis Katschkynbekow, Kirill Kim, Anton Kudaschew, Arslan Maraimbekow, Jersultan Mirbekow, Wladimir Nossow, Alexander Petrow, Jeramir Schamirkanow, Mamed Seifulow, Kusma Terentijew, Alexander Titow, Wladimir Tonkich, Michail Tschuwalow Trainer: Michail Tschekanow |

### Auf- und Abstieg
| Absteiger in die Division IIIA:  | Mexiko                  |
| Aufsteiger in die Division IIB:  | Republik China (Taiwan) |
| Absteiger in die Division IIIB:  | Nordkorea               |
| Aufsteiger in die Division IIIA: | Kirgisistan             |
| Absteiger in die Division IV:    | Malaysia                |
| Aufsteiger in die Division IIIB: | Philippinen             |

## Division IV
Das zum zweiten Mal durchgeführte Turnier der Division IV wurde vom 23. bis 26. März 2023 in der mongolischen Landeshauptstadt Ulaanbaatar ausgetragen. Die Spiele fanden in der AIC Steppe Arena statt. Die Spiele wurden von mindestens 10.688 Zuschauern besucht. Dies entspricht einem Durchschnitt von mindestens 1.781 pro Spiel.
Der Turniersieger und damit Aufsteiger in die B-Gruppe der Division III wurde WM-Neuling Philippinen. Die Mannschaft aus dem Inselstaat sicherte sich diese Position durch einen knappen 7:6-Erfolg nach Verlängerung gegen Gastgeber Mongolei.
| 23. März 2023 14:00 Uhr (Ortszeit) | 23. März 2023 7:00 Uhr (MEZ) | Philippinen | 14:0 (4:0, 6:0, 4:0) Spielbericht | Indonesien | AIC Steppe Arena, Ulaanbaatar Zuschauer: 700 |

| 23. März 2023 18:00 Uhr | 23. März 2023 11:00 Uhr | Kuwait | 0:8 (0:4, 0:0, 0:4) Spielbericht | Mongolei | AIC Steppe Arena, Ulaanbaatar Zuschauer: 3.075 |

| 25. März 2023 14:00 Uhr | 25. März 2023 7:00 Uhr | Indonesien | 2:4 (1:0, 1:1, 0:3) Spielbericht | Kuwait | AIC Steppe Arena, Ulaanbaatar Zuschauer: keine Angabe |

| 25. März 2023 18:00 Uhr | 25. März 2023 11:00 Uhr | Philippinen | 7:6 n. V. (3:0, 0:3, 3:3, 1:0) Spielbericht | Mongolei | AIC Steppe Arena, Ulaanbaatar Zuschauer: 3.267 |

| 26. März 2023 14:00 Uhr | 26. März 2023 8:00 Uhr (MESZ) | Kuwait | 0:14 (0:1, 0:4, 0:9) Spielbericht | Philippinen | AIC Steppe Arena, Ulaanbaatar Zuschauer: 803 |

| 26. März 2023 18:00 Uhr | 26. März 2023 12:00 Uhr | Mongolei | 5:1 (3:0, 0:0, 2:1) Spielbericht | Indonesien | AIC Steppe Arena, Ulaanbaatar Zuschauer: 2.843 |

| Pl. |             | Sp | S | OTS | OTN | N | Tore  | Punkte |
| --- | ----------- | -- | - | --- | --- | - | ----- | ------ |
| 1.  | Philippinen | 3  | 2 | 1   | 0   | 0 | 35:06 | 8      |
| 2.  | Mongolei    | 3  | 2 | 0   | 1   | 0 | 19:08 | 7      |
| 3.  | Kuwait      | 3  | 1 | 0   | 0   | 2 | 04:24 | 3      |
| 4.  | Indonesien  | 3  | 0 | 0   | 0   | 3 | 03:23 | 0      |

Abkürzungen: Pl. = Platz, Sp = Spiele, S = Siege, OTS = Siege nach Verlängerung (Overtime) oder Penaltyschießen, OTN = Niederlagen nach Verlängerung oder Penaltyschießen, N = Niederlagen

Erläuterungen: Aufsteiger in die Division IIIB

### Division-IV-Siegermannschaft
| Division-IV-Aufsteiger Philippinen | Patrick Daniel Abis, Manvil Billones, Jorell Crisostomo, Steven Füglister, Einzenn Ham, Gianpietro Iseppi, John Glenn Lagleva, Lenard Lancero, Mikel Miller, Carl Montano, Carlo Pastrana, Jan Aro Regencia, Miguel Relampagos, Julius Santiago, Eishner Jigsmac Sibug, Jann Gefrey So Tiong, Paolo Spafford, Kenwrick Sze, Carlo Tenedero, Carlo Angelo Tigaronita Trainer: Juhani Ijäs |

### Auf- und Abstieg
| Absteiger in die Division IV:    | Malaysia    |
| Aufsteiger in die Division IIIB: | Philippinen |